# ケロロ軍曹の登場人物一覧
- ケロロ軍曹 > ケロロ軍曹の登場人物一覧
- ケロロ軍曹 (アニメ) > ケロロ軍曹の登場人物一覧

ケロロ軍曹の登場人物一覧（ケロロぐんそうのとうじょうじんぶついちらん）は吉崎観音作の漫画『ケロロ軍曹』およびその関連作品に登場する人物・宇宙人の一覧である。ここでは登場人物の数名が結成したグループについても記述する。
以下の文章で単に「アニメ」「アニメ版」と表記された場合、テレビアニメ版をさすものとする。担当声優は劇場版を含むテレビアニメ版とフラッシュアニメ版共通である。

## 主要人物

### ケロロ小隊
ケロロ軍曹（ケロロぐんそう）
声 - 渡辺久美子
本作の主人公。小隊のリーダー格。星のマークと緑のボディーがトレードマーク。地球の一軒家・日向家に居候している。

タママ二等兵（タママにとうへい）
声 - 小桜エツ子
小隊の若手隊員に相当する突撃兵。二重人格。若手のため、臀部に尻尾がある。西澤家に居候している。

ギロロ伍長（ギロロごちょう）
声 - 中田譲治
好戦的かつハードボイルドな機動歩兵。武器の扱いに長けた戦闘のプロフェッショナルであるが、融通の利かない真面目な性格をしている。いざという時に頼りがなくなる一面も。

クルル曹長（クルルそうちょう）
声 - 子安武人
メカ開発担当の作戦通信参謀。頭脳明晰で天才的技術力の持ち主だが、陰険・陰湿・陰鬱の三拍子を兼ね備える捻くれ者。カレーが大好き。

ドロロ兵長（ドロロへいちょう）
声 - 草尾毅
ケロン軍におけるアサシン部隊のトップに君臨していた暗殺兵。現在はその名誉を捨てて、地球の平和を守るためにパトロールをしている。影が薄いため、様々なトラウマを抱えた上で生きてきた過去がある。

### ケロロ小隊を取り巻く人たち

#### 日向家の人々
ケロロが居候することになる地球の一軒家の人々。日向家の人々の名前には必ず季節名が入っている。長らく登場しなかった「春」がつく人物も、アニメ第357話でようやく登場した（コードネームの可能性あり）。本作は彼らの視点で描かれていることが多い。
日向冬樹（ひなた ふゆき）
声 - 川上とも子（第1話 - 第230話、映画第1作 - 第4作） → 桑島法子（第232話 - 第358話、映画第5作、フラッシュアニメ版）
ケロロのパートナーにあたる日向家の長男。かなりのオカルトマニア。運動は平均か苦手で戦闘力は低いが、交渉力に優れていて、地球唯一の宇宙外交官といえる人間。ケロロのよき理解者でもある。滅多に怒ることはないが、怒らせると日向家で一番恐ろしい。
日向夏美（ひなた なつみ）
声 - 斎藤千和
ギロロのパートナーにあたる日向家の長女。冬樹の姉。成績優秀、運動神経抜群の持ち主で、戦闘力も高い。ケロン軍にとっての危険人物（劇中では「地球最終防衛ライン」と呼称）。悪巧みを考えるケロロたちに過激なお仕置きをすることもしばしばあるが、彼らを家族の一員として見ている場面もある。
日向秋（ひなた あき）
声 - 平松晶子
冬樹・夏美の母親にして、日向家の家長。漫画雑誌の編集者。ケロロの居候や悪巧みの良し悪しを判断している中心人物でもあり、ケロロから「日向家最強生物」と称されている。ケロロたちのことを子供同然に可愛がっており、夏美とは違いお仕置きすることも滅多にない。

日向秋奈（ひなた あきな）
声 - 京田尚子（子供時代 - 平松晶子）
冬樹・夏美の祖母で、秋の母親。身長は149cm、体重は55kg。原作では静岡県、アニメでは熊本県、第102話では新潟県在住。
初登場は原作第37話・アニメ第21話Bパートで、初登場話にてケロロたちの存在を知った人物。好奇心旺盛な秋の母親というだけあり、初めてケロロたちを見たときにも驚かず単に日向家の家族と認識した。ケロロ小隊に尊敬されておりケロロからは「提督殿」と呼ばれている。また、冬樹や夏美だけでなく、小雪やタママからも「おばあちゃん」と呼ばれ慕われている。ケロン軍からはケロロ小隊と直接関係のない人と認識されている。
アニメ第174話Bパートでは過去の秋奈が登場した。当時から運動神経は高く、アンチバリアも効かなかった。

日向千秋
秋奈の祖母。アニメ第123話Aパートで登場。秋奈が小さい頃に死んでしまい、それから彼女が一番会いたいと思っている人物。冬樹と同じくアホ毛がかかっている。

日向秋の夫（日向春）
秋の夫で、冬樹・夏美の父親だが、謎が多い人物。原作第33話ではシルエット（ただし顔部分は写っていない）で、アニメ第5話ではモザイクで（後姿は556似）、そして第357話に写真で後ろ姿のみ登場。夏美と同じ髪色をしている（冬樹は秋と同じ髪色）。冬樹と夏美が幼い頃、よく一緒におもちゃ屋に行っていたが、その後どうなったかは不明。「日向家は秋の細腕一つで手に入れた」という夏美の発言から、日向家を購入した時点でいなくなっている設定になっていることがわかっている。第357話で名前が判明したが、本名かどうかは不明。日向家に婿養子として入った。旧姓は不明。アニメ357話のラストにて日向家に帰還した。

#### 四方の風
ケロロ小隊（日向家）を取り巻く人物のうち、日向家を囲む苗字に方位名がある以下の4人を合わせて「四方の風」（しほうのかぜ）という。「南」アリサ＝サザンクロスの「サザンクロス＝南十字星」から来ている。
西澤桃華（にしざわ ももか）
声 - 池澤春菜
タママのパートナーである日向家を囲む四方の風の西。タママ二等兵が居候している西澤家御令嬢。タママと同様、二重人格である。同級生である冬樹に恋心を抱いている。
北城睦実（ほうじょう むつみ・623） / サブロー（326）
声 - 石田彰
クルルのパートナーである日向家を囲む四方の風の北。ラジオDJやイラストレーターをしている。原作とテレビアニメで設定が異なる。
原作では渋谷第三高等学校3年生。名前は「北城睦実」。サブローという後輩がいる。
テレビアニメでは吉祥学園の3年生で苗字は不明。名前は「サブロー」である。
フラッシュアニメでは原作の623として登場する。
東谷小雪（あずまや こゆき）
声 - 広橋涼
ドロロのパートナーである日向家を囲む四方の風の東。忍野村（しのびのむら）という忍者の村で暮らしていたくノ一。夏美のことが好き。
アリサ＝サザンクロス
声 - 矢島晶子
日向家を囲む四方の風の南。闇の者（ダーク・レイス。ケロロたちなどの宇宙人）を狩るのが仕事の「闇の狩人（ダーク・ハンター）」で、彼女自身も闇の世界（ダーク・ゾーン）の住人。

#### その他重要人物
アンゴル＝モア
声 - 能登麻美子
ケロロが地球に来る前にお世話をしていた、ケロン星と同盟関係の種族・アンゴル族の少女。原作では1巻から14巻まで「恐怖の大王」とされた。ヒト型宇宙人。戦闘力も高い。四字熟語を付けて話す口癖がある。

ポール森山（ポール もりやま）
声 - 藤原啓治
西澤家・桃華御付の執事。詳細な年齢は不明だが初老であり、身長は175cm、体重は72kg。名前の由来はポール・モーリアから。
外見は温厚そうであるが、戦争中に南方戦線で戦ったり、北方で雪の中の持久戦を戦ったりなどの多彩な人生経験を持つソルジャーである。ストリートファイターであったこともあり、「ポール烈波」「執事風（しっぷう）仁愛脚」なる必殺技を持つ。ここぞというときには「狩る者の目」を見せ、恐るべき戦闘能力を見せる。その威圧はタママを脅かせ、ギロロの戦闘意欲を掻き立てるほど。桃華の両親とはストリートファイトの頃からの戦友。また西澤邸の第五（最終）防衛網でもある。だがかつては西澤梅雄と戦って敗れ、以来彼に忠誠を誓っていた。原作第43話・アニメ第25話では再び勝負するも敗れた。
アニメでは第147話Aパートでポットから紅茶を1滴こぼしてしまい、それを恥として引退しようとしたことがあるが、その後継者を巡る勝負での梅雄と桃華の言葉により、引退を撤回した。なお知名度はかなり高いようで、引退を決意したときにはテレビ奥東京を除く全テレビ局がそのことに関する特別番組に差し替えるほどである。
担当声優の藤原が番組ナレーションも務めているため、主要キャラクターで唯一エンディングにクレジットされたことのないキャラクターだったが、フラッシュアニメ版で初めてクレジットされた。
- ポールのコスプレ・変身
  - 電動歯ブラシ
アニメ185話にて、ロボボの機械化光線を浴びて電動歯ブラシと融合した姿。
  - 赤い道着の格闘家
劇場版第4弾でケロロたちに合流したポールが着替えた戦闘形態。この格好でまわし姿のピエールと戦闘を行った。なお、アニメなどの一部回想シーンでもこの姿でいる。

ネブラ
声 - 大塚芳忠
暗黒星雲人。アリサの父で、同じく闇の世界の住人である。アニメでの名前表記は当初「ネヴラ」となっていたが、第279話より原作と同じ「ネブラ」となっている。
原作初登場は第98話、名は第99話で判明。アニメでは5代目OPのアニメーションで初登場し、本編ではアリサと共に第133話で登場したが、台詞はうなり声のみ。名は本編中ではなく同話のエンディングクレジットで初めて判明。詳細な情報が明かされたのは2度目の登場となる第141話だが、情報の内容は原作と異なる部分がある。
体形を変幻自在に変えることができ、戦闘では取り込んできた闇の者の能力を使う。本来の姿は猫耳の付いた黒いフットボール状の形で、時々赤い瞳を覗かせるが、普段はアリサのカチューシャとなって常に行動を共にしている。アニメ第163話Bパートでは黒いこうもり傘になってアリサを雨から守っていた。自ら歩くときは手を二本出して足の代わりにする。自らをソファー状の大きさにして、アリサを座らせることもある。
生物など住んでいないはずの場所の出身であり、クルルのデータ検索にも引っかからず、またドロロの「鑑定眼力」でも鑑定不能だった。自分の正体も知らないまま地球をさ迷っていたときにアリサと出会い、以後数百年の間彼女を「ニンゲン」にするため世界中を旅し、闇の者を狩り続けてきた。自分自身に対する疑問は長い間持っていたようで、ケロロ小隊と出会ったことにより自らのルーツを知る手がかりを得たときには嬉しそうにしていた。
原作では自分自身のことを「遥か昔に自ら『存在（いき）る事を諦めた』者」と言っていたが、アニメでは「戦争で故郷の惑星（名前は不明）が滅び、肉体を失った何十億もの人々の意識が呼び集まってできたのがネブラである」という設定で、他の宇宙人を取り込んで自らと共に生きさせることもある。後に原作第125話でも「ネブラは集合生命体である」ということが判明した（生命体の数は4億8000万）。
常に落ち着いた口調で話し咄嗟の機転や洞察力に長けており、礼儀正しく優しく律儀な性格。だが、アニメではお茶目な部分も見せている。弱点はアンゴル族で、原作初登場時に捕獲したケロロ小隊を解放せざるを得ない原因となった。また、日本を「極東の地」と認識している。
原作第98・99話ではアリサのことを「リサ」と呼んでいたが、第102話以降では「アリサ」と呼ぶようになっている。

556（コゴロー）
声 - 檜山修之
ケロロの幼馴染。かつては宇宙刑事を目指していたが、試験に合格できず、宇宙探偵をすることになった。

ラビー
声 - 金田朋子
原作第46話・アニメ第24話Aパートで初登場。556の妹で、兄思い。髪の色は黄色で、「ラビー」という名の通りウサギ耳形のカチューシャを頭に付けている。身長は148cm、体重は45kg。夢を追い続ける兄に代わってアルバイトで家計を支えている。
ケロロたちの作戦の影響で特撮ヒロイン「ジャスティラビー」として大ブレイクする。ほとんど表情を変えない兄の微妙な表情変化がわかる唯一の人物であり、さらにアニメでは753さんの通訳もできる。
登場初期から「すみませんすみません、兄が○○ですみません!」といつも謝っている。自由奔放に動き回る556に付いてまわっており運動神経は高い。『ケロロRPG 騎士と武者と伝説の海賊』では556と共に登場している。
- ラビーのコスプレ・変身
  - 雲
アニメ第135話Bパートにて、ケロロの米に関する夢の中で登場した雲。例によって謝っており、こちらも10代目OPに追登場した。

子猫
声 - 谷井あすか（第242話のみ小暮英麻）
日向家の近所にいる雌の白いネコ。原作第52話・アニメ第12話Bパートで雨に濡れていたところをギロロに助けられ、以降彼に好意を持つ。ギロロが夏美の写真に見とれて自分の存在に気付かなかった際にはヤキモチを焼いて怒っている。首にかけている松ぼっくりはギロロからもらったもの。
海苔が好物。冬樹にはいつも海苔をくれるからという理由で懐いているが、ギロロの恋心に鈍感な夏美のことは嫌っている。原作第120話でケロロのケロンスターを猫の習性によって奪ってしまい、一時的に小隊の隊長になった際は、猫たちにより良い生活を作り上げたり、ギロロと夏美の結婚式を執り行おうとした。100匹以上の猫と戦ってきた過去がある。
- 子猫のコスプレ・変身
  - 人間の姿
アニメ350話Bパート他で登場。ボクラハミンナイキテイル銃の効果で変身した姿。白いボディスーツとベレー帽を着用する三つ編みの女の子で、猫の名残である尻尾が生えている。

お観世（おみよ）
声 - 松浦チエ
原作第4話・アニメ第1話Aパートで初登場。日向家の軍曹ルームに住んでいる少女の幽霊。
当初は「幽霊少女」「幽霊ちゃん」などと呼ばれていたが、原作第114話・アニメ第178話にて本名が判明した。
カッパ（詳細は後述）をかばったことで牢に入れられ、さらに村人に長い間忘れられた。そのカッパに恩返しとして助けられて牢を出るも、生まれついての病によりまもなく病死した。
幽霊になってからも長い間忘れられ、その怨念を日向家やケロロたちに向けていた。原作第78話・アニメ第46話では成仏しかけたことがあるが、小雪の過失で妨げられて結局日向家に住みついている。しかし落ち着いたようで現在は害を及ぼすようなことは無くなった。ケロロも満更ではないようで、話をしたりすることがある。ケロン軍戦闘プラモ「ケロプラ」12体をたった3分で倒すなど強い。
アニメでは「出番が増えてほしい」という願い事がある。第353話Aパートでは「結局誰にも思い出してもらえない」ということで再び成仏しようとしたが、最後に遊園地で乗った絶叫マシーンの楽しさを忘れられず、また乗りたいと考えてしまったのが原因で成仏に失敗した。
霊感の無い冬樹でもお観世は見ることができる。一方、霊感が強い夏美はお観世が現れると霊障に襲われてしまうことがある。
姿は漫画の初期設定の朝霧秋江に似ている。

新ケロロ（しん / ニューケロロ）
声 - 悠木碧
ケロロ小隊の代わりに地球侵略を果たそうと、地球へやって来た新米兵。1人で一個単位の部隊を担う「ケロロ第弐小隊」の隊長。純粋且つわんぱくな少年で、実力も未知数。

火ノ原灯（ひのはら ともす）
声 - 加藤英美里
原作第184話・フラッシュアニメ版第9話で初登場。身長142cm、体重34kg。
四鷹小学校5年でオカルトクラブ部長。先輩である冬樹同様にオカルトへの造詣はあるが、宇宙人に対しては「いたらいる、いないならいない」と語るように冬樹に比べて現実的な面がある。
冬樹と初めて出会った日に新ケロロと日向家で出会い、それ以来行動を共にしている。
沖縄出身で、現在は勉強のため親戚（お姉さん）の家に居候しているとのこと。

金阿弥明（かねあみ みょう）
声 - 茅野愛衣
原作第187話・フラッシュアニメ版第9話で初登場。身長140cm、体重31kg。
四鷹小学校5年で灯のクラスメイト。可憐ではあるがクラスでは目立たない存在でミステリアスな雰囲気を漂わせている。いつも右目を閉じているのが特徴。「気がする」が口癖。
実は1年ほど前に宇宙人に誘拐されたことがあり（目的はアンケート調査）、その際に自分から何かを埋め込んでほしいと頼んだことから右目を開くことで「自我によって抑えられているものを解放させることができる」能力を得ている。それ以降右目は金色になっており、また操られた対象の右目も金色になる。

土佐国紅（とさくに もみ） / ヴァイパーモミ
原作210話で初登場。アニメには未登場。年齢はおそらく高校生くらい。
少し前に事故で視力を失っていたが、偶然出会ったヴァイパーにより復活の実を与えられ、視力の回復とヴァイパーモミへの変身能力を手に入れ、ヴァイパーの後を継いでケロン人と戦うことになる。
ヴァイパーからDVDのようなものを送られ、それによって訓練を受けている。泳ぐのが苦手。
通常の姿では二股のロングヘア―、変身するとグラデーションのかかった水色のツインテールになる。

## 客演
パロディの多い『ケロロ軍曹』であるが、公式な客演なども存在している。
シャイニングガンダム
声 - 関智一
アニメ第89話Aパートで登場。『機動武闘伝Gガンダム』の主役モビルファイター。自分に攻撃を仕掛けようとしたギロぽんに対し、サブローが実体化ペンで生み出した。なお、アニメ第100話で記憶を失ったケロロがヒーローの必殺技として使用した際、そのバックにもシルエットで登場。

### 吉崎観音の作品からの客演
メロディー・ハニー
声 - 豊口めぐみ
時々出てくる金髪アメリカ人女性芸能人。お笑い（とくにダジャレ）好き。原作では「M・ハニー」という表記も存在する。
アニメではドイナーカ星に瓜二つの宇宙人がいる。
『アーケードゲーマーふぶき』にも同名、同声で出演している。『七人のナナ』（第8話、第14話、第25話）にも登場しているが、その時の配役は松井菜桜子であった。

桜ヶ咲ふぶき
同作者の漫画『アーケードゲーマーふぶき』の主人公。ゲームアイドル。連載初期に少し登場していたが「623の俺ラジオ」にゲスト出演後、ケロロと夏美のゲーム対決でケロロが、『ゲームセンターあらし』の主人公「石野あらし」のマネをしながら、夏美が負けそうになった際に623が呼び、友情出演。ギュラシック四天王の一味に変身したケロロを撃退し、ケロロ撃退後、裏ワザコマンドを出し「SUGAYAMITSURUSENSEI I'm sorry... DEAD COPY MAKING copy under SUGAYA program」という、すがやみつる先生に対してもいきな計らいをし、623からの紹介で夏美と友人になった。なお、クルルもギュラシック四天王の一味になった。『アーケードゲーマーふぶき』からの登場キャラクターではメロディ・ハニー以来2人目である。

宇宙十兵衛
同作者の漫画『宇宙X兵衛』の主人公。原作で1コマだけ登場している。
なお『X兵衛』の特別編では、あの頃ケロロ・ギロロ・タママが登場しており、ケロロが昔の話として冬樹と夏美に語っていた。

## 劇中劇の登場人物
『ケロロ軍曹』内の劇中劇の登場人物。
下記のオリジナルのもののほか、ガンダムシリーズなども存在しており、ガンプラや名台詞などが登場している（上記の客演も参照）。

### 『ゲロロ酋長』
『ゲロロ酋長』は、ゲロロ酋長を主人公とした漫画作品。原作第7話で初登場。作中では「少年エース」（現実世界で『ケロロ軍曹』が連載されている実在の少年誌）に連載されている。だが「酋長」という言葉が放送禁止用語扱いとなるため、アニメでは後述する『ゲロロ艦長』に変わっている（原作漫画との相違点も参照）。原作では『ゲロロ酋長』があまり登場しないため、必ずしもケロロ小隊の全員がゲロロ酋長のファンかどうかは不明。後述するゲロン人とは全くの無関係である。
ゲロロ酋長（しゅうちょう）
『ゲロロ酋長』の主人公。ケロロと同じくカエルによく似た宇宙人という設定であるが、彼によるとカエルに全然似ていないという。モヒカン刈りで、三叉の槍を持っている。
ダママ男シャク
原作第50話で登場。タママに似たキャラクター。表情は豹変したタママに似ている。「男爵」ではなく「男シャク」という微妙な記載がしてある。
キロロの右
原作第50話で登場。ギロロに似たキャラクター。額のマークは「R（右=rightの頭文字）」になっており、傷は顔の中央を縦に貫いている。

### 『ゲロロ艦長』 / 『キャプテンゲーロック』
『ゲロロ艦長』は、ゲロロ艦長を主人公とした漫画・アニメ作品。ケロロ小隊はみんなこのゲロロ艦長の大ファンである。漫画は「少年アルファ」に連載されている。
第33話で『ゲロロ艦長』がアニメ化されている。また、第147話ではガルル小隊のそっくりさんたちが登場する『キャプテンゲーロック』があり、第158話では『ゲロロ艦長』でゲスト出演を果たした。さらに劇場映画版も制作されており、第252話の段階では第4作『ゲロロ艦長4 愛のうんたらかんたら』までが制作されている。
ゲロロ艦長（ゲロロかんちょう）
声 - 柴田秀勝（2ndシーズン以前）、中田譲治（第252話より）
『ゲロロ艦長』の主人公で、ケロロに似た (?) 宇宙戦艦「ガマト」の艦長。
キロロ戦闘班長（キロロせんとうはんちょう）
声 - 草尾毅（第232話より）
ゲロロ艦長の部下でギロロに似ており、兄がいる。
モリリ看護長（モリリかんごちょう）
声 - 松浦チエ
ゲロロ艦長の部下ですももに似ている。名前はアニメ第244話Bパートで初めて明かされた。
ドドメ将軍（ドドメしょうぐん）
アニメ第65話Aパートで登場。その後アニメ第280話Aパートでも名前が登場している。
ガミミ総統（ガミミそうとう）
声 - 子安武人
アニメ第252話で登場。ガミミ星の総統でRグレイに似ており、彼の左肩には3Mの顔に似たようなものが乗っている。「ガマトの諸君、久しぶりだな…また逢えて嬉しいよ…」という台詞が定番である。

### 『超新星ジャバライザー』&『超新星ジャバライザーQ』
ジャバライザーシルバー
超新星ジャバライザーQキャラクターショーで写真を取ったり、サインをもらったりできた。超新星ジャバライザーQのキャラクター。

### 『水戸悶々』
『水戸悶々』は、アニメ第148話Aパートで登場した時代劇。その後第259話でも一瞬だけ登場している。
水戸悶々（みともんもん）
声 - 丸山詠二
時代劇『水戸悶々』の主役。悪者に囲まれるとその存在に対して嘆き悶える。なお、紋所はアニメ5代目ED「ココロの問題」のアニメーションの一部の流用。
スケスケ
声 - はらさわ晃綺
『水戸悶々』の登場人物。
カクカク
声 - 島香裕
『水戸悶々』の登場人物。

#### 『水戸悶々』の出演者
水戸悶々を演じた役者
声 - 丸山詠二
アニメ第148話Aパートで登場。『水戸悶々』の出演者。「浮世に身を置き、普通に生きよ」と、頭領と同じセリフと言ったことから、頭領と同一人物だとドロロは気づいている。その後、小雪がテレパシーで仲間を集めた際に、直接的に「水戸悶々を演じた役者＝頭領」という描写をしている。
ユミカ
声 - 石村知子
アニメ第148話Aパートで登場。『水戸悶々』の出演者。『水戸悶々』の路上アトラクション中にアンチバリアを展開していたケロロを踏んでつまずき、危なくなったところを小雪に助けられたことで、仲間にならないかと小雪を誘うが、「地球の平和を守っているから」という理由で断られる。

## その他の宇宙人

### 宇宙警察関連
ポヨン
声 - おみむらまゆこ
宇宙警察官。アンドロメダ恒星前派出所勤務。階級は巡査長。身長は154cm、体重は48kg。キャッチフレーズは「疑わしきはすべて検挙の横暴捜査」。不祥事が続く宇宙の平和を日々守り続けている。語尾に「ポヨ」とつけて会話する。登場の際は超空間から回転しながら登場するが、かなりの時間がかかり、ドラマCDでは早送り、アニメでは省略されたこともある。超過勤務は税金の無駄と仕事の途中でも帰っていく。アニメ第148話Bパートでは400年前、婆胃歯亜痔用乃助と「桜吹雪の宇宙警察官」として闘っていることが判明した。原作第145話で家近所に宇宙交番が設置され、そこで勤務している。
- ポヨンの変身
  - 宇宙桜吹雪のポヨン丸
アニメ第148話Bパートで登場。金シャリの太刀で変身したポヨン。400年前、銀シャリの太刀を持った婆胃歯亜 痔用乃助を捕まえた。またこの姿になると江戸弁混じりになる（語尾はポヨのまま）。
  - 科学特別捜査体
原作145話・アニメ第334話Bパートで登場。巨大化したケロロを宇宙侵略法78条『巨大化の項』で取り締まるため警視のスプーンで変身したポヨン。アニメではスプーンをクルルに奪われている。
  - 婦女警官
地球に宇宙交番が設置され地球で主に活動するようになったポヨンの地球人形態。極普通の婦女警官の姿で顔つきから髪型まで変っており見た目は完全に別人である。が、口調までは直らないようで「ポヨ」と言わないように、この姿の時は言葉の最後を一度区切って普通の喋り方に直す。アニメでは宇宙交番の設定がないが、超空間からこの姿で登場している。

ポヤン
声 - 谷井あすか
ポヨンに似ている宇宙警察官で、語尾に「ポヤ」をつけて話す。階級は巡査でポヨンの部下。地方巡回担当。主に宇宙人街のパトロールをしている。初登場はアニメ第106話だが、4代目OPアニメーションにも登場、その後原作に逆輸入された。宇宙警察官は全員女性で似たような格好をしている。
地球人形態ではポヨンの髪が長めから短めになっているのに対し、ポヤンの髪は短めから長めになっている。
ケロロたちに対して「また面倒なこと起こしたら豚箱にぶち込むポヤ」と発言するなど、口が悪い。

ジェシカ・ハーピィ
声 - 篠原恵美
アニメ第78話で登場。宇宙インターポール1級特殊捜査官。ヴァイパー（遠い親戚）を追いかけていた。

宇宙警視K（うちゅうけいしケー）
声 - 黒田崇矢
アニメ第212話Bパートで登場。危険とロマンスを愛する宇宙警視。高い変装能力を持つ。556同様、特撮ヒーローのような姿に変身することもできる。武器として「ビーム手錠」を使う。

ナメンニャ捜査官（ナメンニャそうさかん）
声 - 政宗一成
アニメ第224話で登場。宇宙科学捜査研究所所属の捜査官。頬の部分にある長い2本のひげや首につけている鈴など、猫を思わせる外見が特徴だが、声は夏美によると「渋くていい声」だという。水やキラキラしたものが苦手で、都合の悪い場面になると立ったまま寝る。

クロモ
声 - 千々和竜策
アニメ第332話Bパートで登場。宇宙警察の特務機関に属する特務捜査官。宇宙手配犯のダレレを追って捜査に来た。特務捜査官は「宇宙捜査協定」により軍人より高い地位にあり、彼らの捜査は軍紀よりも優先されるため、軍人に対して有無を言わせず捜査に協力させることができる（協力しなければ逮捕も可能）。その高い地位のため態度は極めて傲慢で、ギロロによると特務機関は「手段を選ばぬ汚いやり方で有名」とのことである。

### ダンス☆マン・ダソヌ☆マソ関連
ダソヌ☆マソ
声 - チョー
原作第73話・アニメ第47話Bパートで初登場。ダンス☆マンの偽者。ダンス☆マンとうっかり間違えてコンサートのチケットを買ってもらうことを目的としているため、表記がダンス☆マンとそっくりであり、チケットを破るだけで登場する。クルルの古い友人で、「ファンクマブダチ」だそうだが、ファンクミュージックには興味がないらしい。偽物なので本物だけが放つ輝きに弱い。
紫色のアフロヘアーを持ち、これを切られてしまった時には「生きていけない」と言うほど大事にしている。また、このアフロヘアーはギロロの銃撃を髪の中で乱反射させて再発射することができ、作中では「fashionable（流行性）・offensive（攻撃性）・defensive（防御性）」の3つを兼ね備えた、恐るべき毛髪作用であると説明されている。
「ぶっちゃ毛、○○と言いながら実は△△している、それが私です（それが私ダソ）!（watashi death、だが第114話ではwatashi desuになっている）」（通称「ぶっちゃ毛」）は彼の伝説のお家芸である。ケロロたちはこれの大ファンだが、地球人にとっては白けるものであり、聞くと活気を奪われる（ただし、後述する彼の息子が披露した「ぶっちゃ毛」は小雪やメロディー・ハニーもうけていたため、すべての地球人が白けるわけではない）。
目から出すビームで人をアフロに変えてしまう。
妹のダソヌ☆マリにはケロロ小隊のことを「お笑いカルテット」だと教えていた。
アニメ第218話Bパートでは超ダソーの親玉で、クルルの"カリエスウォー用装備"の最終実用試験の仮想敵として登場。アニメ第238話Aパートではクイズ番組『クイズ!めかたでジェスチャーアタック!ヒントでぴったし年の差マジカルウルトラハンマーショック!!』の司会者として登場している。『ケロロRPG 騎士と武者と伝説の海賊』ではケロカ四天王の一人として登場している。

ダソヌ☆マソの息子
声 - チョー（「山田君」としての声は小林ゆう）
アニメ第273話Aパートで初登場。ダソヌ☆マソの息子だが、名は同じく「ダソヌ☆マソ」であり、外見も父と同じ。初登場時は記憶喪失になった人間型宇宙人として登場し、日向家に居候し、「山田君」と名づけられた（本人はこれを「なりすまし」ではないと言っている）。芸人魂があり、バナナの皮を見てケロロ同様転びに行こうとしていたシーンがある。父と同じく「ぶっちゃ毛」の披露が好きで、続く同話Bパートでは土井中海岸のお笑いコンテストで披露し、ケロロ小隊だけでなく小雪やメロディー・ハニーをも笑わせていた（その他の観客は完全に白けていた）。

ダソヌ☆マリ
声 - 愛河里花子
アニメ第114話Bパートで初登場。ダソヌ☆マソの妹で、宇宙バラドルデビューを夢見ており、笑いを学ぶためケロロ小隊に会いにきた。兄とは違い金髪のストレートだったが、彼のビームによりハート型の紫のアフロに変えられた。兄と同様に「ぶっちゃ毛」もするが、「watashi desu（ワタシ です）」ではなく「watashi nano（ワタシ なの）」であり、ケロロ曰く「微妙にツボを外している」。おかしいことがあった時には「プププ」と笑う。第126話にも兄と共に再登場した。

メカ・ダソヌ☆マソ
声 - 長島雄一
アニメのみ登場。第88話で、ダソヌ☆マソが地球侵略を（ノリで）思いついた時に製作した自らを模したロボット。オリジナルとの違いはゴーグルの色と細部のつなぎ目。
量産型であり、大量発生してあっという間に奥東京市を制圧してしまった。オリジナルの「アフロ化」や「乱反射」も正確に再現している。特に「アフロ化」に関しては人々の性格もファンキーに変えてしまうという効果も追加されている。刈られた毛を操ることも可能で、その能力を使ってケロロ小隊の輸送ドックを墜落させた。
一度はケロロ小隊の「バリカンミサイル」により撃退されかけるが、ダソヌ☆マソのアフロ化ビームにより簡単に復活。ケロロ小隊を返り討ちにするものの、ダンス☆マンにより『ナムルの純真』を授けられた最終兵器ユニット「モアピーチサマースノー」の輝きと、オリジナルから再現された「本物だけが放つ輝きに弱い」という自らの性質により撃退された。

ダンス☆マン
声 - ダンス☆マン（本人役）
アニメ第47話Bパートで初登場。ミラーボール星出身の大スターで、ファンクミュージックを愛する。「〜だヨォ〜ン」が口癖。初登場回では日向家でコンサートを敢行。第88話ではダソヌ☆マソに地球を侵略されそうになり、その際More Peach Summer Snowに『ナムルの純真』の楽譜を渡し、ファンクミュージックを身に付けさせた。

### 惑星の断罪者
マヤ・ポポル
声 - 川澄綾子
アニメ第318話Bパートで登場。フォトンベルト族であり、モアの文通友達。アンゴル族同様「惑星の断罪者」である。「〜ですの」が口癖。
文通でモアと交わした「一緒に地球を滅ぼそう」という約束を果たすために地球に来た。地球へ来た理由について、当初は「寝過ごして予定を遅れるのを防ぐため早めに来た」という旨のことを言っていたが、本当の理由は常に孤独である「惑星の断罪者」としてのモアを心配したからであった。したがって、モアにたくさんの友達（ケロロ小隊や日向家の人々のこと）がいるのを見て安心し、地球を滅ぼすことなく帰っていった。なお、帰ることによって地球を滅ぼすのが遅れることについては「100年や200年くらい予言がずれるのはよくあること」と言っている。
ルース & ポピ & ニュー & マクモ
以上4人、アニメ第318話A・Bパートで登場。マヤ・ポポルが帰った数日後、大挙してモアに会いに来た彼女の大勢の文通友達のうち、作中で名前が判明した人物。全員断罪者であるようで、地球を滅ぼす予定年はルースが2043年、ポピとニューが2060年、マクモが「3000年までにはなんとか」とのことである。

#### アンゴル族関連
実体を持たない精神生命体。分類は「血族型精神体」、つまりアンゴル族は全員親戚関係にある。地球で実体を伴って活動できるのは1日平均約4時間。それ以外は眠って過ごしている。また、罪と罰の重さを正確に数値化できる能力を持ち、その単位はそれぞれ「罪（アン）」・「罰（ゴル）」。アンゴル族の者は全て「娘を終えれば再び娘となって生まれ変わる」という特性を持っている。モアは娘なので、生まれ変わっても「娘」。モアの父は「父」、母も生まれ変われば「母」になる。
アンゴル＝モアについてはこちらを参照。
アンゴル＝ゴア
声 - 角田信朗（第41話まで）→立木文彦（第298話から）
原作第44話・アニメ第16話Bパートで初登場。恐怖の大王アンゴル＝モアの父で宇宙一の破壊王ではあるが、嫁の尻に敷かれている。妻のティアと比べるとかなり大きい人物である。名前は原作第158話で判明しており、アニメではまだ明かされていない。
モアを地球に送り込んだ張本人でもある。その際にはモアに「自分さえ良ければそれで良い」と教えたが、後に「地球に送る際に言ったことは間違いだったかも知れない。モアはモア自身で物事を決めれば良い」と言っていた。娘から電話があると軽く1時間は会話する。
ケロロに対しては「自分の星を壊されたくないばかりに同盟を結んだ星の中で唯一恩返しをした人物」と述べ、強い信頼を寄せていることがうかがえる。
アニメでは前述の「自分さえ - 」の台詞は「地球を破壊する前に地球人への供養として地球人の心を学べ」になっており、第41話Aパートでクルルが発明したすごろくのマスの効果で地球に召還された時、地球へ送り込む際に娘に教えたことを半ば無視する形で早速地球の破壊に取り掛かった。アニメ第41話のみモアと同じく四字熟語を語尾につけて喋っている。

アンゴル＝ティア
声 - なし
原作第117話・アニメ第247話Aパートで初登場。アンゴル＝モアの母。
大昔の地球を「黙示録」で壊滅し、恐竜を滅ぼした人物。恐竜を滅ぼした理由は、キルルと関係があるからであるらしい。ルシファースピアはイリジウムからなる。名前は超劇場版の草案が初出。外見がモアとそっくりである。アニメではシルエットでしか登場していない。夫と愛し合っていたときに、額に目のような模様が浮かんでいたという。なお、テイア（Theia）はジャイアント・インパクト説において原始地球に激突したとされる仮想の天体名である。

アンゴル＝ノア
原作第158話で登場。アンゴル種族でいう「息子」で、モアの兄。

アンゴル＝フィア（Angol Fear）
声 - 本田貴子（『ソウルキャリバーIV』）
原作第158話で登場。モアの従姉。モアは「フィア姉様」と呼び、実の妹のようにモアを可愛がっている。浅黒い肌をしており、黒いルシファースピアを持っている。このルシファースピアはコバルトからなる。
元々は吉﨑がデザインした『ソウルキャリバーIV』のゲストキャラクター。そちらの設定では「地球がモアが断罪するにふさわしい星なのかを見極めるため、16世紀の地球に降り立った」とされている。詳しくは「ソウルキャリバーの登場人物#アンゴル・フィア」を参照。

### シクシク訪問録関連
すべて原作第40話・アニメ第11話で初登場。『シクシク訪問録』は宇宙の人気旅番組で、アニメでは『宇宙シクシク訪問録』。
3M（サンメートル）
声 - 島田敏
『シクシク訪問録』のレポーターを担当する宇宙タレント。アクシデント担当。自分の評価を長さで表す（例「ちょっと惜しい、50cmぐらい」）。外見はフラットウッズ・モンスター。ギロロから偽者と勘違いされRグレイと一緒に攻撃される。アニメ第152話ではRグレイと共に『出没!アド星ック天国』のパネラー役として登場している。

Rグレイ（アールグレイ）
声 - 緑川光
『シクシク訪問録』のレポーターを担当する宇宙タレント。感動担当。原作でもRグレイで登場。外見はグレイで、食事はキャトルミューティレーション風。前述の3M同様ギロロから偽者と勘違いされ攻撃される。アニメ第152話では3Mと共に『出没!アド星ック天国』のパネラー役として登場している。

Mr.G（ミスタージー）
『シクシク訪問録』のディレクター。基本的に喋らない。

### 高度宇宙虫歯菌関連
高度宇宙虫歯菌 超ダリー（こうどスペースカリエス ちょうダリー）
声 - 伊藤美紀
原作第34話・アニメ第10話で初登場。危険レベルが高い（星5つ分）マザータイプの敵性宇宙人。動きが素早い。繁殖型。虫歯菌で、つめ歯の裏側で秘密裏に基地を建造するのが常套手段。
マザー
声 - 伊藤美紀
原作第34話・アニメ第10話で登場。高度宇宙虫歯菌 超ダリーの生みの親。原作とアニメでは設定が異なる。
- 原作ではアーマーのみの装備だったが、アニメではその下に薄紫の下着を着ている。
- 原作ではケロロたちに負けているようだったが、アニメではその逆の展開になった。
- 原作ではマザーは色仕掛けを得意としていたが、アニメでは大きい暴れやすい女性となっている。
- 原作では翼を使って宙に浮いているシーンが多かったが、アニメでは最後のシーンのみの使用となっている。
- 原作では金髪女性を想像させていたが緑色の髪となっている。

超アマク・ダリー（ちょうアマク・ダリー）
アニメ第217話Bパートで登場。超ダリーの親戚にあたる。好物である役人たちに取り付いて操ることで利益をむさぼろうとする宇宙生物。取り付かれた役人は顔に「天」の文字が浮かび上がり、目が赤く光るようになる。
超ダソー
アニメ第218話で登場。アフロを付けた超ダリーのような外見。

#### 超アマク・ダリーの被害者
以下5人、アニメ第217話Bパートで登場。いずれも超アマク・ダリーの被害にあった宇宙人。本編中では名が明かされず、エンディングクレジットで表示された。
火消し星人
声 - 石川ひろあき
コッパ星人
声 - 武虎
キョージュ星人
声 - 園部啓一
バーコード星人
声 - 魚建
カンリョー星人
声 - 小野健一

### キョクプロ星人
キョクプロ星人は番組制作型宇宙人である。
最初に登場したキョクプロ星人
声 - 菅原淳一
アニメ第38話で初登場。宇宙TV局のアナウンサー。本名は不明。アニメ第69話のクレジットでは「局プロ星人」と表記された。
山ちゃん（やまちゃん）
声 - 伊丸岡篤
アニメ第152話に登場したキョクプロ星人。ケロロに『出没!アド星ック天国』のアドバイザーを頼んだ。

### 料理名人と料理評論家
すべてアニメ第72話Aパートで登場。
ゴモゴモ
声 - 神代知衣
料理名人型侵略宇宙人。宇宙いきなり団子選手権で優勝したケロロと料理対決をし、勝利した。料理の腕は秋を上回る。
ミネミネ
声 - 一龍斎貞友
料理名人型侵略宇宙人。宇宙いきなり団子選手権で優勝したケロロと料理対決をし、勝利した。料理の腕は秋を上回る。
宇宙味王（うちゅうあじおう）
声 - 藤本譲
料理評論型宇宙人。宇宙ではかなり有名。

### ナヨタケ星関連
すべてアニメ第76話で登場。
かぐや
声 - 高橋理恵子
ナヨタケ星第13代かぐや姫。1000年以上前に母星を無くし、牛車型宇宙船で新たな惑星を探して放浪の旅をしていた途中、宇宙大竜巻に巻き込まれて月に不時着。同胞が80億人おり、先住民のいる惑星に降りると迷惑になるからとの理由で地球には不時着しなかった。争いを好まない性格である。宇宙船の修理に必要な5つの特殊鉱石を探していた。
ロボピョン
声 - 稲田徹
かぐやと共に月に残っていた白いウサギ。語尾に「ピョン」を付けて話す。
ロボピョン202号（黒ロボピョン）
声 - 小山剛志
竜の五色の玉を捜しに行った黒いウサギ。しかし、竜の五色の玉が見つかったものの持ち主の攻撃を食らい月に墜落。連絡も途絶えていたがギロロによって発見され、竜の五色の玉も無事であり、かぐやたちは無事宇宙船を発射することができた。こちらも語尾に「ピョン」をつけて話す。

### ツラミー星人
すべてアニメ第95話で登場。ツラミー星人はケロン人とは対照的に乾燥に強く、水分と湿気に弱い。また、一度復讐に失敗すると恨みを忘れるという性質も持つ。
ウラミマース
声 - 千葉繁
ツラミー星人の一人。彼女にフラれて人生が大きく狂ってしまったのをギロロのせいだと思い込み（後述になるが彼は全くの無関係で、ウラミマース自身の過失によるもの）、数年間もの間ギロロのことを片時も忘れたことがなく、さらに彼のわら人形を作り、弱点を徹底的に調べ上げ、ギロロを砂漠に誘拐し、復讐した。彼はツラミー星社会人対抗射撃大会第4位と射撃の腕は高いが、ケロン軍選抜射撃大会第1位のギロロには劣る。
ウラミマースの彼女
声 - 丹羽由紀子
散歩中、ウラミマースに野球ボールが直撃した際に彼がバナナの皮を踏み、転ぶ際にたまたま服を掴まれて脱がされたことで立腹し、ウラミマースと別れた。この時、偶然ギロロが2人の前を通りかかったという理由だけでウラミマースはギロロを逆恨みし、復讐を誓った。

### タラバサワ人・ゴザール星人
すべてアニメ第114話Aパートで登場。すべて互いに関連性があるため同じ節で解説する。
ムルー・カニンガム
声 - 寺田はるひ
タラバサワ人。体色はピンク色。アニメ第114話Aパートに登場。
オロー・カニンガム
声 - 神谷浩史
タラバサワ人。ムルーの弟。体色は黄色。宇宙ジャンケンで敗れた父ラオーの敵を討つため、ウッキーを探していた。
ラオー・カニンガム
声 - 清川元夢
ムルーとオローの父。体色は青色。宇宙ジャンケン大会の初代チャンピオンだが、ウッキーに敗れてから腑抜けになった。
ウッキー
声 - 江川央生
ゴザール星人。宇宙じゃんけんでラオーを破った。アニメ第114話Aパートに登場。

### ルネ星人
すべてアニメ第132話で登場。チュートンのみ原作第109話でも登場している。
ルネ星人のアサシン候補
声 - 松浦チエ
アニメ第132話Aパートで登場。卒業試験で、5名がケロロ小隊に許可をもらったのでケロロ小隊をターゲットに、12時間以内に全て倒せとボブに命令された。チュートン以外はアニメオリジナル。
- 1人目はタママを狙い、お菓子の山を用意してその山に彼が入った時にヒートホーク (?) で彼に攻撃しようとしたが、ぷーへこきにより敗北。
- 2人目はギロロを狙い、かなりの遠距離で後ろからライフルで撃とうとしたが彼に気付かれ、羽をビームライフルで撃たれて敗北。
- 3人目はクルルを狙ったが、「すごーくむずかしいプログラミング」をしていた彼が気分転換に黒板を引っ掻く音を出したため、気分を悪くして敗北。
- 4人目はケロロを狙ったが、ちょうど軍曹ルームのドアが自動ドアに変更されたばかりであったため、2度挟まれて敗北。
- 5人目はドロロと戦ったチュートン。詳しくは下記を参照。

チュートン
声 - 松島みのり
アニメではルネ星のアサシン候補という設定。気弱な性格で自分に自信が無く、ドロロとの対戦時にも最初から負けると決め付けていた。しかし潜在能力はドロロも認めるほど高く、後に宇宙武闘会の覇者となったという。
ボブ
声 - 麦人
ルネ星アサシン養成所教官。姿は不明。ケロロ小隊にアサシン候補生の卒業試験の相手を頼んだ。

### メガタン星人
メガタン星人はアニメオリジナルの宇宙人でアニメで3回登場しているが、すべて担当声優が異なり、声にはエフェクトが掛けられている。冬樹に半魚人に似ていると指摘されている。
第133話におけるメガタン星人
声 - 間島淳司
冬樹が見た夢の中でアリサに狩られた宇宙人（しかし夢ではなかったので、実際に狩られている）。この時は名前が明かされず、第149話のスタッフロールで子分の名が「メガタン」となっていたことから判明した。
第149話におけるメガタン星人
声 - 奈良徹、田坂秀樹
第133話でアリサに狩られたメガタンの子分。2人登場しており、ヘルシング教授を自腹で雇った。
第156話におけるメガタン星人
声 - 小谷津央典
原作における「ジロリ人」のポジションにあり、お花見の場にいた。「メガタン星人」であることはこの話で明かされた。同話のエンディングのクレジットで「メダカン星人」と誤記されている。

### 秋葉原にいる宇宙人
この項目の宇宙人はすべてアニメ第134話Bパートのみ登場である。
サトウ
声 - 神奈延年
ムセンジャガ星人。昔は秋葉原の地下で、クルルとオーパーツを奪い合ったという。
ブラザー
声 - 土門仁
秋葉原のパソコン販売店の店主。「ブラザー」はクルルに呼ばれた時の呼称であり、名前は明かされていない。住み心地が良いので秋葉原にずっと居るという。
オノ
声 - 小桜エツ子
デンデン星人。ブラザーの中に住んでいる。

### 地球潜伏宇宙人友の会関連
すべて原作第102話・アニメ第149話で登場。アニメでは3人とも「宇宙人街サイド6」自治会長となっている。いずれも「パワーパフガールズ」に登場するメインキャラクターのパロディ。
メル
声 - 岡本奈美
「地球潜伏宇宙人友の会」の運営委員長。3人で手を繋いで宙に浮いている。原作では語尾に「?」をつけて話す。体色は緑で目が光っている。パワーパフガールズの「ブロッサム」のシルエットになっている。
バル
声 - 志村由美
「地球潜伏宇宙人友の会」の運営委員長。3人で手を繋いで宙に浮いている。原作では語尾に「?」をつけて話す。体色は青で目が光っている。パワーパフガールズの「バブルス」のシルエットになっている。
カス
声 - 松浦チエ
「地球潜伏宇宙人友の会」の運営委員長。3人で手を繋いで宙に浮いている。原作では語尾に「?」をつけて話す。体色は赤で目が光っている。パワーパフガールズの「バターカップ」のシルエットになっている。

### デカ耳星人とそのペット
すべてアニメ第144話で登場。
デカ耳星人
声 - 鳥海浩輔
最初はウサギとして登場し、ケロロに「ピョン太」（ピョンた）と名付けられる。愛らしいウサギ姿とは裏腹に、実は次々とペットを飼っては飽きると宇宙空間に捨てることを繰り返してきた犯罪者。捨てられたペットは環境に適応できず、様々な問題を引き起こす。話す時、語尾に「デカ」と付く。最後は夏美の活躍で逮捕された。
胡散田ヒカリ（うさんだ ヒカリ）
声 - 氷上恭子
夏美のクラスの転校生として登場した（その際の自己紹介は、「胡散臭いの胡散に田んぼの田と書いて胡散田です」と言っていた）が、正体はデカ耳星人のペットのウサギで、まともに世話をしないデカ耳星人から逃げるため、なでしこやふちこと共に地球へやってきた。
大和なでしこ（やまとなでしこ）
声 - 谷井あすか
夏美のクラスの転校生として登場したデカ耳星人のペット。「にょ」としか話さない。吉祥学園の給食を食べ過ぎて巨大化した。
三根ふちこ（みね ふちこ）
声 - 斎藤千和
夏美のクラスの転校生として登場したデカ耳星人のペット。「にゅ」としか話さない。吉祥学園の給食を食べ過ぎて巨大化した。

### 冥王星関連
九条冥（くじょう めい）
声 - 荒木香恵
冥王星から来た、吉祥学園への転校生。「九条冥」という名前は地球での仮の名前である。地球人の冥王星に対する思いが生み出した人物であり、冥王星が忘れられると共に姿が消えていく幻のような存在である。冥王星が太陽系から外されたため、地球人に冥王星の存在を忘れないでいてもらうために地球に来た。冬樹以外の人物はたとえ冥やカロンが目の前にいても、彼女たちと関わったことをすぐに忘れてしまう。「死」に関して、「自分を覚えてくれている人がいなくなることが本当の死」という考えを持っている。
カロン
声 - 藤原啓治
九条冥の友達。ブーメランのような形をしており、巨大化することができる。最後の武器として、99.999%以上の反射率のビーム反射板を持つ。

### 戦国ラン星（スター）の住人
武者ケロを参照。

### ガマ星雲人関連
- ケロン人については、こちらを参照。
- マロン人については、こちらを参照。

すもも
声 - いはたじゅり（35代目）、松浦チエ（38代目）
ガマ星雲第23番惑星「アホトロン星」出身のウーパールーパー（アホロートル）によく似た宇宙人。
原作とアニメ・4コマ漫画では大きく設定が異なっているが、外見は共通（体色は桃色で、帽子とお腹にハートマーク）である。ケロン人と同じく、このハートマークの調節によりアンチバリアを展開する。
- 原作での設定
第3巻の番外編で登場。アホトロン星の有名付属女子高の2年生。素敵な恋を求めて家出し、地球に来た。身長は55.5cm、体重は5.555kg。性格はかなり図々しく、春世の家に半脅迫状態で住み着いたうえ、彼女の『ドラクエVII』のセーブデータが入ったメモリーカードを電源が入ったままで抜き差しして、冒険の書を消した。さらに、好きになった冬樹とキスをするため毒針で動きを止めたり、自分を追い出そうとする春世には消すと言って脅したりしたこともある。春世に「妖怪ふとんなすりつけ」「妖怪冒険の書消し消し入道」と勝手に名付けられた。
- アニメ・4コマ漫画での設定
アニメでは第11話で名前が登場し、第12話Aパートで初登場。有名な売れっ子宇宙アイドルという設定。身長と体重は明かされていない。ある日仕事を抜け出して地球にやってきて、冬樹のベッドで寝ているところを発見される。甲状腺ホルモンを調整分泌することで何にでも変身できる能力があり、地球人に変身して地球でのオフを楽しみ、一旦は宇宙へ帰っていったが地球のことが気に入り、引っ越してきた。原作とは違い、素直で良い性格。口癖は「どつかれさん」。
なお、第117話には3通りの言葉を話す「おしゃべりすももちゃん人形」というトーキング人形が登場した。
第351話Aパートにて、「すもも」という名前が襲名であること、すなわち何代にもわたって「すもも」というアイドルが引き継がれていたことが判明した（外見も保たれているが、声は異なる）。それまで登場していたすももは35代目であり、第351話Aパートで登場したのは38代目である（36代目、37代目に関する言及はなし）。39代目に関する構想もあり、メンバーを7人増やして8人のグループにする予定、とのことである。
『ケロロ軍曹 4コマ大集合であります!』ではアニメの設定に従い、すももはポーズのとり方・サインの書き方を教えたり、ケロロ小隊に芸能活動の協力を頼んだりしている。

ゲロン人
声 - 飛田展男
アニメ第128話で登場。ケロン星の隣の惑星「ゲロン星」にすむ宇宙人。外見はカエルによく似ているが、ケロン人とは異なる。「おゲロ様」を守り神とし、これにはギロロとよく似た外見のスペア（ケロロたちはこれを「おギロ様」と名付ける）がある。第343話Aパートで再登場、名前表記は「宇宙警察官」。

### その他（宇宙人、怪獣など）
アラザザ人
声 - 川津泰彦
原作第55話・アニメ第13話Aパートで初登場。地域密着型侵略宇宙人。アザラシの「ゲスちゃん」として下衆井川（ゲスイガワ）に出現し、付近住民の人気を集め、アニメでは住民票も獲得している。しかし、アザラシに見えるのは顔だけで、首から下は筋骨隆々のボディビルダーで海パン姿。ドロロの術により住民にその正体が露呈し、それ以降は周囲から「変態男性」と思われている。これによって本人は人生唯一の人気者になれるチャンスを奪われたと言っている。また、写真などを海パンの中に入れている。アニメでは現在公然わいせつ罪で指名手配中。また、アニメ第130話Bパートではお菓子の宇宙職人として登場した。話す時、語尾に「ザザ」と付く時がある。

ダガダ / ゲイル
声 - 飛田展男
原作第55話・アニメ第13話Aパートで初登場。商品販売型宇宙人。「邪魔ネット」という会社に勤めている。アニメ版では「ゲイル」という名前になっており、住んでいる惑星名も「ゲイル」である。「〜なのね〜」が口癖。担当声優の飛田は後半の第13話Bパートにもヴァイパー役で出演している。担当声優はこの時に判明した。アニメではその後、第45話Aパート・第69話Aパート・第105話Aパート・第106話Aパート（台詞なし）・第128話・第130話Bパート・第289話Aパートで再登場。

ムクジャン
原作第55話・アニメ第13話Aパートで初登場。気配発生型宇宙人。一言も話さず、気配を発するのみ。初登場時はバスルームを覗いていたが、「バスルームを覗く宇宙人」の都市伝説は実在する。

ノイチョリ
声 - 立木文彦
原作第65話・アニメ第31話で初登場。モジャラン星人（ケロン人の敵性種族）のソーサー乗り。しかし、ケロロが鳥栖に遭難した時には缶コーヒーを意図的に落として彼に与えるという、優しい一面も持っている。髪型は鉄腕アトム風。原作第130話・アニメ第228話Bパートで再登場しており、軍隊に所属していたがやめていたことが明かされた。

宇宙雛人形（うちゅうひなにんぎょう）
アニメ第47話Aパートで登場。筋骨隆々な男雛たち（全35体）が壇上に飾られた御神輿。血湧き肉踊る祭りの真髄。

宇宙商人（うちゅうしょうにん）
声 - 橘U子
アニメ第50話Bパートで初登場。ギロロが宇宙ケルベロスの肝を買おうとした店の店員。宇宙ケルベロスの脱走時、肝との交換条件でギロロに助けを求めた。

スワロア人
声 - 中谷ゆみ
原作第61話・アニメ第56話Bパートで登場。ツバメのような寄生宇宙人。他の生き物に寄生して子供を生み、その際に宿主の頭にはアンチバリアで隠された巣が作られる。そのため、宿主は自分が寄生されていることに気づかない。寄生後は宿主を最高の状態にする副作用がある。

木下黎（きのした れい）
声 - 沢城みゆき
アニメ第61話Aパートで登場。アタール星人。同星人はじっとしているだけで不幸に遭う体質のため、絶対幸運石を必要とする。以前観光で地球に来た際に絶対幸運石を落としてしまい、冬樹に拾われる（拾った帰り道で冬樹は100円を拾う）。地球に戻る際には大変な苦労に遭い、地球に着いてからも不幸が続いたが、絶対幸運石を取り戻したことで平常に戻った。趣味はオカルト。

メロス星人
声 - 山口健
アニメ第96話Bパートで登場。拾得物返却型宇宙人。落とし物を拾って持ち主に届ける。ハズーレ星人に絶対悪運石を届けようとするが、その影響でボロボロの姿となって登場した。

ハズーレ星人
声 - 堀内賢雄
アニメ第96話Bパートで登場。メロス星人曰く「やたらとキラキラしたやつ」。アタール星人とは逆に、じっとしているだけで幸福な生活ができる体質だが、それに満足してはいない。普通の生活を送りたいので、幸運を相殺する絶対悪運石は必須。アニメ第106話では「ハーズレ星人」となっていた。

凶悪犯303号（きょうあくはんさんまるさんごう）
声 - 巻島直樹
アニメ第65話Aパートで登場。宇宙人に取り憑いてその人の精神と肉体を操り、食べ物を盗ませる。これにより取り憑かれた者に容疑がかかるが、操られている最中の記憶は残らない。取り憑く時は口から侵入するため、大口を開けて眠っていると侵入されやすい。宇宙法では、303号に盗まれた食べ物は取り憑かれた宇宙人が全額弁償することになっている。

宇宙渡辺久美子（うちゅうわたなべくみこ）
声 - 渡辺久美子
アニメ第66話Aパートで初登場。声優。猫耳の人間型巨乳宇宙人で、宇宙版『ゲロロ艦長』のアフレコをしていた。誕生日は10月7日でてんびん座である。『出没!アド星ック天国』のアシスタントも担当している。
渡辺は、「印象に残ったキャラ」として宇宙渡辺久美子の名を挙げている。

イベンタ星人
声 - 竹本英史
原作11.5巻の特別漫画・アニメ第66話Aパートで初登場。テレビ局に勤めている。番組制作型宇宙人。ケロロにサッカーのチケットを渡す代わりに、「地球人2名をイベントに出演させる」という契約を結んだ。登場はアニメの方が先であり、原作第11.5巻では「イベント主催型宇宙人インベンター」、アニメ第106話では「インベンター星人」となっていた。

ミノモ・ターン
声 - 麻生智久
アニメ第66話Aパートで登場。宇宙のクイズ番組『宇宙クイズミネオリア』の司会。

デロリン星人
アニメ第69話Aパートで登場。なまこ座第53番惑星。冷え性。日向家と一緒に健康ランド邪風呂に入っていた。

ネズミー星人
声 - 横綱：くじら、前頭：ゆきじ、行事：中友子、関脇：斉藤貴美子、大関：永澤菜教
アニメ第70話Bパートで登場。相撲が大好きで、宇宙一がめついといわれるネズミ型宇宙人。彼らとトラブルを起こして破産した星の数は計り知れない。地球では侵略基地を小雪のおむすびに壊された。アニメ第106話にも一瞬だけ登場した。

トロンクアガン
アニメ第78話で登場。一生かけて集めた金塊を惑星に埋蔵する習性を持つ、変わった種族。地球にも埋蔵しており、バミューダ海域内の動く島に隠していた（金塊は和式便器の別称「金隠し」にちなんで便器型に作られていた）。トロンクアガンの金塊はかなり高価らしい。ケロロはこの金塊でMG百式に本物の金メッキを施そうとしていた。トロンクアガンの金は作中で「純金」と言われていたが、地球の大気に触れると跡形もなく消滅するため純金ではない。

シルヴィ
声 - 折笠愛
原作第109話・アニメ第81話Bパートで登場。機動幻惑種族（通称宇宙忍者）の特殊部隊・ムーンライトに所属するくノ一。原作では詳細が判明しておらず、地球侵略を企てているかのような台詞がある。アニメでは小雪をムーンライトにスカウトするために登場し、実際に戦って小雪の力を試すために攻撃を仕掛けるが、そうとは知らない小雪の決死の反撃によって危うく殺されかける。登場はアニメの方が先である。

アクリョーン星人
アニメ第86話Aパートで名前が登場。家に住み着き、その家の人を食べてしまうという宇宙人。

ジュリー人
声 - 巻島康一、廣田行生、小山力也、長嶝高士
アニメ第87話Bパートで登場。高次元知的生命体。別名「宇宙陪審員」。宇宙にとって悪となる惑星を審査、「有罪」と確定するとその惑星を破壊する。4人おり、格好は同じだが顔がそれぞれ○・×・△・□となっている。モアの擬態を解除したりイメージを実体化したりできる。宇宙人とは一線を置く存在らしい。

ヘッドン
声 - 大林隆介
アニメ第93話Bパートで登場。エルゴン星人。大昔は恐ろしいハンター型宇宙人だったが、現在は鞍替えして全宇宙から優れた人材を集める（いわゆるヘッドハンティング）の仕事をしている。日向秋を宇宙で大人気の漫画雑誌の編集長にスカウトするべく登場。翻訳機のスイッチを入れ忘れる少々ドジな一面も。

サクラサクーラ
アニメ第105話Bパートで登場。桜型宇宙人で、身体の強度はかなり強い。この宇宙人の子供が地球に留学し、西澤家の敷地に桜として入り込んだ。人見知りが激しいらしい。親のサクラサクーラは根の部分しか見えていない。2人の人間がこの宇宙人の下に入るとその2人に愛が芽生えるが、サクラサクーラが去るとその愛に関する記憶は消えてしまう。

ヒステリック星人
アニメ第106話Aパートで登場。分類上はペコポン人型宇宙人だが、実は夏美と冬樹が宇宙人街に来てポヤンに発見された際にケロロがとっさに決めただけの名前。実際には宇宙人ではない。

ガキ大将星人
声 - 岩田光央
アニメ第106話Aパートで初登場。「お前の物は俺の物」型宇宙人。ケロン人と同盟関係にあるが、ケロロたちに対して傲慢な態度で接することがある。我侭で自己中心的な性格。歌うことが大好きでリサイタルを開いたこともあるが、音痴である。アニメ第137話Aパート・第142話Bパート・第206話Aパート・第238話Aパート・第271話Aパート・第281話Bパートにも登場。

トリマキ星人
声 - 草尾毅
アニメ第106話Aパートで初登場。名前はアニメ第137話Aパートで明かされた。いつもガキ大将星人の傍に居る宇宙人。ケロロたちがガキ大将星人の意にそぐわないことを言うと、「ケロン人の癖に生意気だぞ」と返す。

タビノビノ人
原作第113話・アニメ第175話Bパートで登場。早朝のラジオ体操に参加していた宇宙人で腕が長く伸びる。

カムラン
声 - 村山明
アニメ第106話Aパートで初登場。宇宙人街を取り締まる検察ロボットで「カムランくん」と呼ばれている。特に異星人間の喧嘩は条例違反なので、厳しく取り締まっている。

モブ星人
アニメ第106話Aパートで初登場。人の多い所には欠かせない宇宙人。アニメ3rdシーズン以降から、宇宙人の群集や通りすがりの代わりにこの宇宙人が描かれている。

サユリ
声 - 弓場沙織
アニメ第108話Aパートで登場。ゲイシャー星人。その美貌とスタイルで男性をとりこにし、隙を狙って赤く長い髪を自在に操って相手のものを盗み取るスリの常習犯で、指名手配されている。

スネーク
声 - 野中秀哲
アニメ第109話Bパートで初登場。宇宙通販で販売していた宇宙いきなり団子のサツマイモの産地の表示を、実際は「矢場伊星（やばいせい）」で作られたが、「金時星（きんときせい）産」と偽装した罪で捕まり、「凄腕の凶悪犯」として銀河特急流星M-03号で護送されていた。アニメ第124話では、幼少期のケロロ、ギロロ、ゼロロもこの偽装表示を見たことがあると判明した。

車掌ロボ
声 - 田中一成
アニメ第109話Bパートで初登場。銀河特急流星M-03号の車掌のロボット。空中浮遊ができ、手の部分が切符を切るハサミになっている。第109話ではかなり大勢いたが、第124話では1体のみだった。

ダーイシ星人
声 - 成田剣
アニメ第120話Bパートで登場。トレンディ（死語）形宇宙人。2000年代には不釣合いな時代錯誤なファッションをしており、口説き言葉（その多くは1980年代末期から1990年代初頭に流行した一部のトレンディドラマの有名な台詞）もまた時代錯誤。恋する相手に対しては非常にしつこく迫る癖がある。目から発射して、恋する相手の動きを封じる「トレンディビーム」が得意技。夏美・ラビー・成長した桃華を口説いたが、どれもことごとく失敗した。

カワール星人
アニメ第123話Aパートで登場。潜在意識型宇宙人。宇宙でも珍しい種だという。自分の身を守るため、相手の心を読み、その人の一番苦手な物に擬態する能力を持っている。反対に、お礼を言う時はその相手の一番会いたい人（アニメ本編では秋奈おばあちゃんの祖母）に擬態する。太いアホ毛のような触角と尻尾が生えており、顔はのっぺらぼうのようにツルンとしている。体色は白。

フサフサ星人
原作第59話で名前が登場。詳細不明。この宇宙人が語った言葉も同話に載っている。

QQ星人（キュウキュウせいじん）
原作第101話・アニメ第151話Bパートで登場。サギマガイ通信種族で、非常に性格が荒い。この種族の通信は「QQサービス」（キュウキュウサービス）といい、これを受信してしまうと恐ろしい金額を請求される。彼らの星の通貨は「Q（キュレジット）」。1Qが何円かは不明だが、10億Qはとても払えない金額らしい。10分交信で10億Q払わされ、もし払えない場合はその金額相当の代品を取られる。アニメでは名前および種族名は明かされず、「宇宙ネットゲーセン」の料金請求者として登場。通貨名は「キューピッド」に変えられている。

ジロリ人
原作第105話で登場。同盟種族。原作第105話に対応するアニメ第156話Bパートではジロリ人のポジションをメガタン星人が担当している。

M51星人
原作第102話で登場。地球潜伏宇宙人友の会に来ていた宇宙人。

ホリ・エイモンド
小説版のみ登場。ラライブ・ドアン星人の艦長（シャチョウ）。ケロン星とは軍事同盟を結んではいるが、「欲しい物は、たとえ友軍が先に目を着けた惑星でも手に入れる」というやり方を信条としている。

753さん（なごみさん）
声 - 斉藤次郎
アニメ第135話Aパートで登場。ケロン星での子供の成長を願う行事に登場する。いつも「ホーッホッホ」と言っている。彼を和ませて「宇宙千歳飴」と呼ばれる千歳飴のようなものをもらうのだが、上手く和ませられなかったらどこへ逃げても追いかけてくる。惑星を越えて逃げた場合、逃げた先でも和ませられないと怒りが頂点に達し、その惑星を滅ぼされる。その時に巨大化する。なお、同話Bパートでも「お米に宿る7人の神様」として登場。

ヘルシング教授（ヘルシングきょうじゅ）
声 - 広瀬正志
アニメ第149話で登場。ヴァイパーの天敵のバングース星人であり、その中でもこの人ありと言われるモンスターハンター。メガタンに親分の敵討ちとしてアリサを倒すために雇われた。原作における「ヴァイパーV3」に代わっている人物で、ヴァイパーV3の代わりにこの教授がチュパカブラを出している。ハンターであるがゆえに、「要求に応える」ということ以上に「獲物を狩ること」に興味があり、ケロロ小隊が彼の獲物を倒してしまった（実際にはそう見せかけた）ときには本気で腹を立てた。
ショックを受けると脳が痛くなり、「脳が痛ぁぁぁぁい〜!」と叫ぶ。

ロバニャン
声 - うすいたかやす
アニメ第152話で登場。キンキン星人。『出没!アド星ック天国』の司会者で、宣伝本部長である。アニメ第152話に登場した。なお、第156話Bパートでロバニャンにそっくりな宇宙人が登場しているが同一人物かどうかは不明。

ゼゼゼットトトソ
声 - 藤原啓治
アニメ第152話から第154話で登場。超宇宙巨大侵略獣。体長は2,000mある。名前が非常に言いづらく、作中では言い切る前に誰もが舌をかむため（ナレーターさえも）うかつに言わないほうが良いとされており、実際に言い切ったのはガルル中尉のみ（例外としてゼゼゼットトトソ自身の鳴き声）である。これまで数々の惑星を滅ぼし、その星のフィギュアをすべて手に入れる。この宇宙怪獣に襲われて無事だった惑星はなく、フィギュアのコレクション数は1兆個に上る。
その戦闘能力および攻撃は凄まじいが、第154話において弁慶の泣き所の部分と太陽の熱が弱点だと判明した。最後にはケロロが投げつけた宇宙バナナの皮で滑り、そのまま太陽めがけて一直線に飛んでいき、太陽の中で大爆発して完全に倒された。
原作215話でも姿と名前がそれぞれ登場した（ケロロは舌を噛まずに名前を言っていた）。

デストン人
サイトン人
原作第105話で登場。地球人に擬態し、お花見の場所取りを巡って喧嘩していた。

ヤクニン星の大使
声 - 肝付兼太
アニメ第165話Aパートで登場。本名は不明。性格が捻じ曲がっており、挑発的なことも言う。体色は紫色。頭にかつらをつけ、ひげを生やしている。また、かなり出っ歯である。カレーなどの辛いものが好物（クルル特製の超激辛カレーライスを「（大変に）辛い」と言いつつ平気で完食した）。

ギョフノリー星人
アニメ第169話Aパートに登場。「人のふんどしで相撲を取る」型敵性宇宙人。性格は惑星名と型名が表すとおりで、ウレレが侵略した星を横取りしようとしている（実際に奪われた惑星もある）。しかしウレレが地球侵略をするふりをして施した罠にかかり彼の必殺技により滅ぼされた。

スカパ星人
朝日新聞の2000年11月16日の新聞4コマの1コマ目に登場。

サンタ星人
朝日新聞の2000年12月7日の新聞4コマの1・2コマ目に登場。

忍姫（しのびひめ）
ドラマCD『宇宙でもっともギリギリなCD』第1巻で名前が登場。忍者星という惑星に住む。語尾に「〜にぬにぬ」をつけて話す。

アニタ
アニメ第190話Aパートで名前のみ登場。サミダレハミドリ星人。宇宙人街でギロロの前を通り過ぎた青色のヒトデのような宇宙人（名は明かされていない。エンディングクレジットには「ヒトデ」と書かれていた）と付き合っている（あげると恋が実る携帯ストラップの効果によるものだとその宇宙人は言っている）。

ラビリン人
声 - 野島裕史、川田紳司
アニメ第210話Aパートで登場。「困惑」をエネルギーとして吸い取る宇宙人であり、ターゲットにした人を奇妙な状況に立たせて困惑させる。劇中に登場した二人組は吸血鬼風の外見をしていた。そのエネルギーはラビリン人のもとに紫色の液体状になって届き、ジュースのように飲んで吸収する。逆に「怒り」のエネルギーを苦手とし、こちらは赤色の液体状になって届く。

宇宙凶悪犯アメバ（うちゅうきょうはくはんアメバ）
声 - 土師孝也
アニメ第212話Bパートで登場。宇宙凶悪犯で、口癖は「〜メバ」。全身が液体状になっており（色は紫色）、アメーバのように体を自由に変形させることができる。宇宙警視Kには「不定形生物」とも言われていた。液体状のため日向にいると蒸発してしまうらしく、日陰を好む。また、他の生物の体に入ってその心を操ることもできるが、非常に意志の強い者は操れず、さらに強い振動を与えられると体から抜け出してしまう。

サガシテー星人
声 - てらそままさき
アニメ第216話Bパートで登場。逆トレジャー型宇宙人。冒険家のような服装をしている。宝探しのようなアトラクションを仕掛け、自身をその宝として配置することで、「宝物を見つけるまでの過程が大事だ」ということを教えている（本人はそれを使命だと思っている）。

ボーイ星人
声 - 島田敏
アニメ第224話で登場。宇宙人街サイドセレブのボーイ。同話における金庫破り事件の犯人であり、サイドセレブにてケロロにつまずいて転び、その隙に小型のレーザーガンでスピーカーを破壊するなどして周囲の目をひきつけ、ケロロに濡れ衣を着せようとした。

ニセセレブ星人
声 - 玉川紗己子
アニメ第224話で登場。同じく金庫破り事件の犯人。ボーイ星人がサイドセレブで騒動を起こした隙に金庫を持ち出した。最終的にはボーイ星人とともに逮捕されている。

チャー星人
声 - 平松晶子
アニメ第224話で登場。ニセセレブ星人が金庫を盗む回想シーンに登場していた。

タムリン
声 - 夏樹リオ
ムーカイ
声 - 神奈延年
ガミ
声 - 田中一成
以上3人、アニメ第226話で登場。エメラルドウミガメの元々の所有者。裏ルートで売ろうとしていたようだが、宇宙空間でポヨンに追われた際に地球に落としてしまい、取り戻すために地球に来た。初めはタムリンが動物保護団体と偽って取り戻そうとし、失敗すると力ずくに乗り出したが、結局は取り戻せずにポヨンに捕まった。戦闘の実力はあるようで、ギロロにプロだと言わしめたほどだが、最後はそのギロロらの手で押さえられている。なお、彼らが搭乗していたメカは猫をモチーフにしている。

エプイ
声 - 河相智哉
キーモン
以上2人、原作第130話・アニメ第228話Bパートで登場。ノイチョリの仲間。地球侵略を目論んでいるようである。エプイはケロロにとっての敵対種族である。名前については両者とも原作では明かされたが、アニメではエプイがエンディングのクレジットで表記されたのみで、キーモンはクレジットで表記がなく、担当声優も含め不明である。

クワイエット星人
声 - 平田広明
アニメ第229話両パートで登場（Aパートは一瞬のみで、Bパートが主となる）。同話において世界から音を消した人物。彼を囲む円形の細い光にペン状のもので文字を書くことでその文字が実体化し、前方に放たれて攻撃手段となる（なお、光の色は普段は青色で、文字を放っているときは黄色になる）。これを使って誰かと戦っている最中に、世界から音が消える。放つ際には623が自分のポエムに「by 623」と添えるように、「by クワイエット星人」と言ってから放つ（「星人」を省略することもある）。また、放つ言葉は七五調のものが多い。
作中では1908年に起きた「ツングースカ大爆発」の原因とされている。1908年に一度地球を訪れており、ツングースカで地球の戦士と戦っている（作中ではツングースカにロシア語で使われるキリル文字の形をしたものが多数落ちており、それが戦った跡とされる）。その際、戦いに勝ったら地球をもらうという約束をしていたようである。クワイエット星人は勝負が終わると結果に関係なく大爆発を起こして自身と相手を消し去ってしまう性質があり、その爆発自体がツングースカ大爆発、地球人がその爆発を防いだ痕跡が「ツングースカ・バタフライ」（実際に爆発地に残っている痕跡）であるとされる。

00星人（ダブルオーせいじん）
声 - 神谷浩史
アニメ第253話Bパートで登場。携帯電話型敵性宇宙人。詐欺師であり、同話でケロロから金を騙し取った犯人。携帯電話に手足がついたような外見をしている。クルルが生み出した「黒電話捜査官66」とは対照的にデジタル性が強調されており、電話線による拘束がない一方でバッテリーがあり、これが切れると動けなくなる。非常に不快な音を発する「着メロ超音波」や、バイブのように体を振動させる「マナーモード・バイブレーション攻撃」といった携帯電話特有の技がある。

タソラソラ〜リ星人
声 - 杉田智和
アニメ第261話Bパートで登場。人間の持つ「思い」を奪い取り、生態エネルギーとして吸収する宇宙人。奪うのは相手にとって特に大きな存在となっているものに関する思いである。持っているおでんの形をした銃の光線を浴びせることでその思いを奪うことができ、思いを奪われた人はくしゃみをすると同時に「ネジ」としてその思いが体から抜け出す。

裁判長
声 - 堀之紀
アニメ第283話Aパートで登場。

証人
声 - 大友龍三郎
アニメ第283話Aパートで登場。同話における裁判の証人として登場した宇宙人。視神経の構造が特殊であり、見ているものがテレビの25画面表示の1区画ほどの大きさに縮小されて、それが25区画すべてに表示されているような見え方をする。

ディーノ
声 - 松風雅也
アニメ第283話Bパートで登場。恐竜のような外見をした宇宙人で「ペコポリ」という惑星に住む。彼の家は日向家と外見がよく似ているが、石造りである。料理や洗濯といった家事が非常に上手だが、掃除機の使い方は知らなかったようである。
宇宙船で自分の星に帰ろうとしたところ、オートパイロットに行き先を「ペコポン」と誤入力してしまう。その結果、地球にたどりつき日向家を自分の家だと主張するも、冬樹たちから恐竜の絶滅を知らされた彼は故郷をなくしたと思って落ち込むが、冬樹の提案によりしばらく日向家に居候を始める。しかし同じく居候のケロロが立場をなくしてしまったことに気づき、これ以上は迷惑をかけられないと宇宙への放浪の旅を決意するが、その直後にオートパイロットへの誤入力に気づき、のちに故郷へ帰ることに成功した。

ジョン
アニメ第283話Bパートで登場。ディーノの家に共に住んでいる宇宙人。ギロロと外見がよく似ている。種族などの詳細は不明。話すことはできないらしい。

ソフトグロン
アニメ第286話Bパートで登場。ソフトクリームのような形をした寄生型の敵性宇宙人。色はピンク色、緑色、水色など様々である。ある惑星にすむ生物に次々と寄生し（ただし初登場話では地球人とケロン人以外に寄生した様子が見られていない）、仲間を増やして最終的にはその星を侵略してしまう。
取りつかれた人は心も操られ、放心状態になって無意識に「ソフトグロ〜ン」と繰り返し発言したり、まだ寄生されていない人に襲い掛かったり、ソフトグロンの形を模した巨大な要塞らしきものを作ったりといった行動をするようになる。また、口から新たにソフトグロンの形をしたものを吐き出すこともできるようになり、要塞らしきものはこの物体から成っている。なお、ソフトグロンは必ずその人の頭の部分に取りつくため、ソフトグロンに似た形のもの（本物のソフトクリームなど）を頭につけておくことである程度ソフトグロンの目をごまかすことは可能である。
外見のソフトクリーム状の渦巻きは左巻きであり、これを引き伸ばして右巻きに変えると簡単にその活力を奪うことができる。

ルビー
声 - 岩男潤子
アニメ第287話Bパートで登場。ケロロ小隊が地球に到着する前に軍事訓練で訪れた「クサーツ星」で出会った人物。サファイアの恋人。サファイアがクサーツ星を去った後、再び会うと約束した場所である「マクガフィンの木の下」で彼を待ち続けている。

サファイア
アニメ第287話Bパートで登場。ルビーの恋人。名前だけの登場で、顔は不明。かつてクサーツ星を侵略しに来た「ユフイン星」の人物であるが、クサーツ星でルビーに恋してしまう。その後ユフイン星の軍はクサーツ星の環境の汚染のせいで撤退することになり、ルビーに必ず戻ってくると約束したものの、それ以来彼女と会えない状態が続いている。声がギロロに似ているらしい。

ゴマッカ星人
声 - 立木文彦
アニメ第299話両パートで登場。ゴキブリにそっくりとされる敵性宇宙人（画面では姿が丸囲みの「G」の文字で伏せられていた）。会話が可能で、適当な言葉をでっち上げて殺されることを逃れながら多くの星で繁殖してきた。

スタン
声 - 斎藤桃子
アニメ第292話Aパートで登場。ウタンバ人の少年。父親と宇宙名所めぐりのスタンプラリーをしていた最中に父親（声 - かぬか光明）とはぐれ、迷子になってしまうが、どうにかスタンプのある場所（日向家の夏美の部屋）までたどりついた。父親とともに外見が上述の「宇宙凶悪犯アメバ」に酷似しており、色は水色（アメバは紫色）。

グロング
声 - 麦人
アニメ第319話Bパートで登場。古時計型のロボットであり、本人によると「カチューリ製カラクリドロイド時計」。変形することで動くことや話すことが可能になる。宛先不明の配達物として2000年以上も配達先をたらい回しされ、4907番目の宛先候補に選ばれたケロロが興味本位で受け取った。
非常に古いアナログのロボットであるためケロロが受け取った当初は自分でメモリーを読むこともできず、自分の名前もわからなかった。修理をするにも古すぎるゆえに情報がなく、クルルが「ブラックマーケット」とよばれる電子商店街のオークションでカチューリ製ロボを修理できる看護ロボを見つけて落札しようとするもイーグルヘッド（後述）に敗れて失敗。しかしグロング本人の希望により自身をオークションに出品し、イーグルヘッドに落札してもらったことで看護ロボと結ばれた。ケロロたちと別れる際、クルルに額のエンブレムをプレゼントしている。
なお、グロングは正体不明のロボットとして登場したが、実際にはある伝説の巨大ロボットのコアユニットである。ケロロたちと別れた後にその巨大ロボットを復活させ、ある辺境の惑星系で2000年続いていた宇宙戦争を終結させている。

イーグルヘッド
アニメ第319話Bパートで登場。前述のブラックマーケットのオークションで看護ロボをめぐってクルルと競り合った人物。本人の音声や姿は未登場。古いアナログのロボットのマニアであり、激しい競争の末に看護ロボの落札に成功した（看護ロボもグロング同様古いアナログのロボットである）。その直後、グロングの落札をクルルに交渉された時には快諾し、結果的にグロングと看護ロボの出会いに貢献している。

ケーゲル星人
原作第127話・アニメ第334話Aパートで名前が登場。敵性宇宙人。ケロロたちの回想にのみ登場した宇宙人だが、どうやら外見がボウリングのピンとよく似ているようで、ケロロたちがボウリングのピンを初めて見た時に「ケーゲル星人」の名を出している。

アタナベ・ワツシ
声 - 大塚明夫
原作第141話・アニメ第336話Bパートで登場。宇宙のテレビ番組『アタナベ・ワツシの要塞強襲』の司会を務める人物。番組内容は、一般家庭が用意している要塞を強襲して突破する（事前に収録の依頼はする）というものであり、初登場話ではケロロのいる日向家に撮影に来た。

ナンク星人
声 - 間島淳司
アニメ第347話Aパートで登場。適当な難癖をつけて強引に惑星を侵略する敵性宇宙人。ただしその侵略行為には、「カリスマ侵略者であるオララが電話1本で惑星を侵略する」という都市伝説（実際には、オララは侵略者ではない）に便乗してオララの名を勝手に使い、自身の星を侵略しようとした者への報復（としてその者が住む惑星すべてを侵略する行為）が含まれているため、一概に「難癖をつけている」とは言いがたい。名古屋弁を使って話す。
初登場話ではケロロが前述の都市伝説に便乗して（ただしケロロは当時、オララが電話1本で惑星を侵略するという話が本当だと信じていた）ナンク星人に電話をかけてしまい、怒ったナンク星人が地球ごと侵略しようとしたが、その場に居合わせたオララにより撃退された。なお、ナンク星人はこの一件が起こるまでオララという人物が実在することを知らなかったようである。

宇宙人
声 - 小川輝晃
電話の男
声 - 川島得愛

## カッパ
河童。地球人とは明らかにことなる体質をしており、相手の尻子玉を抜く能力を持つ。「河童は宇宙人を誤認したもの」という説が示唆されていたが、288話では、少なくともケロン人とは異なる容姿をしたカッパが登場した。

### カッパに関連する宇宙人
カッパ
声 - 潘恵子
原作第78話・アニメ第46話で登場。ケロロとよく似たフォルムを持つ河童。ケロロと同じく一人称は「我が輩」で、語尾に「〜であります」と付ける。幽霊少女が生きていた時代に、村人たちから「物の怪」とされていた。当時怪我を負ったカッパを助けた幽霊少女は、周囲から「物の怪のカッパの仲間」と非難され投獄されてしまう。恩返しのために幽霊少女を助け、地球を去っていく時には頭の皿を落としており、現在は壊れている。地球人は敵であるらしい（これは現在のケロン人にも共通することであるが、どの経緯で敵と見なしたのかは不明）。
漫画版エピローグで、クルルが研究をしている場面でカッパの皿とケロロの父のヘルメットと思われるものが確認されている。

カプ〜
原作第112話・アニメ第173話で登場。奥玉町の少年・ヤマトの友達である宇宙人。球形宇宙船から降ってきて、ヤマトとは「かっぱ池」の付近にあるほこらのような場所で出会った。原作・アニメともに名前のみの登場であり、外見は不明。原作では「〜」に独特のイントネーションがある。ケロロと冬樹が奥玉を訪れる前の日（アニメでは「ついこの間」という表現に変更）に突然姿を消した。ヤマトたちを深海や宇宙に連れて行ったり、妖怪と戦ったりしたこともあったという。
姿はケロロに似ていたらしいが、腹部には「☆」ではない別のマークが付いていて尻尾も生えており、ケロロよりも目線が確かであったらしい。巻末に描かれた後ろ姿をみる限り、帽子は基本的なケロン人のそれと違い、半球状の物に耳のようなものが付いた形となっていて、両腕両足と体本体の色が違う。従って、マロン人のような、ケロン人に類似した別宇宙人である可能性が高い。「正義の使者」を名乗っているが、いつも気合いだけで、負けてばかりいたという。語尾には「ありんス」を付けていたという。泳ぐことはできないらしい。
アニメでカプ〜のエピソードが放送された第173話のサブタイトルは、最後の「で あります」の部分が「で ありんす」になっていた。
原作第232話でその正体がケロロ小隊が送り込んだ偵察ユニット「バトラコス126号」であることが示唆されているが、真相は不明。
ケロロ
河童が出るという村で、河童と間違えられてしまう。なお、ケロロは、幽霊とヤマトによって、上記の2体と見間違えられたこともある。

## 吉祥学園関連

### 2年A組生徒
夏美や小雪のクラス。個別記事のあるキャラクター（主要キャラクター）は、そちらを参照。名前の横に◎の付いているキャラクターは吉祥学園の一時的な転校生であるため、詳細は以下の節の各人物の項目を参照。
- 日向夏美
- 東谷小雪

師走さつき（しわす さつき）
声 - 松浦チエ
アニメ第1話Bパートで初登場。後述のやよいとともに夏美の友達であり、夏美とは呼び捨てで呼び合う仲。茶髪で髪が短い。アニメでは書道を得意としていた。ケロロを実際に目撃しているが、ケロロが「南の島の妖精」と自分のことを誤魔化したため、ケロロのことは「南の島の妖精さん」と認識している。
アニメ第118話Aパートでは事故により幽霊ちゃんに憑依された（声優も同じ）。
また、アニメにおいて夏美FC（後述）のポジションにあたる。

霜月やよい（しもつき やよい）
声 - 谷井あすか、小暮英麻（代役：第223話・第236話）
アニメ第1話Bパートで初登場。黒髪で髪が長い。演劇部の部長。アニメでは皿回しを特技としていた。また、あやとりが得意だと言っていた。さつき同様、ケロロを目撃しているが、さつき同様、ケロロを「南の島の妖精さん」と認識している。
アニメ第278話Bパートではひょんなことから出逢ったギロロを「白馬の王子様」と呼び恋心を抱く。最終的にケロロの仲間の「赤い妖精さん」とごまかされたことにより失恋した。

北嶋（きたじま）
アニメ第184話Bパートで名前が登場した男子生徒。文化祭の演劇に出演予定だったが、ケロロ小隊のいきなり団子を食べ過ぎて腹を壊した。
胡散田ヒカリ & 大和なでしこ & 三根ふちこ ◎
→デカ耳星人とそのペット

### 2年B組生徒
全員、アニメオリジナルキャラクター。
芋碁理恵（いもご りえ）
声 - 中原麻衣
夏美の宿命のライバルで、彼女並みの運動神経を持つ。
名前からは想像できない容姿をしている。夏美からは「理恵さん」と呼ばれるが、小雪は「イモ・ゴリエ」と呼ぶ。第92話Bパートでは羽根突き、第118話Aパートでは水泳で夏美と対決したがいずれも惜しいところで負けている。

モグ子（モグこ）
声 - 森永理科
芋碁理恵の友達であり、子分。理恵を「様」付けで呼ぶ。夏美に対して文句ばかり言っている。

### 1年B組生徒
冬樹や桃華のクラス。個別記事のあるキャラクター（主要キャラクター）は、そちらを参照。名前の横に◎の付いているキャラクターは吉祥学園の一時的な転校生であるため、詳細は以下の節の各人物の項目を参照。
- 日向冬樹
- 西澤桃華

草尾 & 子安
原作173話に登場。遠足で冬樹に親しくするため、桃華のリストに加えられる。外見はモブキャラを若くしたようなデザインとなっている。また、アニメ358話でも、それらしきキャラクターが登場している。なお、名前はそれぞれ、ドロロとクルルの担当声優から。
木下黎 ◎
→その他の宇宙人
九条冥 ◎
→冥王星関連

### 漫画研究部
部長である山口の他にも部員はいるが、詳細は不明である。
山口景二（やまぐち けいじ）
漫画研究部の部長。長々と漫画の薀蓄を語る癖があり、それを嫌がる部員もいる。秋が夢成長促進銃で逆成長し学校に潜入したときに胸を触ってしまい、冬樹が女（夏美の妹）だと思っている（逆成長した秋と冬樹は瓜二つなため、夏美やケロロでも見分けがつかなかった）。また、桃華が自分に気があると思っている。
アニメでは漫画研究部に関する設定がないが、少しだけ登場している。小説版にも登場。

### 新聞部（NW部/KGS）
月神散世（つきがみ ちるよ）
声 - 西村ちなみ
新聞部の紅一点で書記担当。普段はメモばかりしているが新聞部の中で一番の身軽さと執念深さを持ち、潜入捜査時にはレオタードに腰紐を巻いた格好になる。しかしドロロと小雪曰く、まだまだ気配が強すぎるという。冬樹のことが好きで携帯に写真を持っている。メガネを取ったら実は超美人。5代目・9代目OPにも登場している。
桃華とは冬樹をめぐる恋のライバルであるが、原作第89話・アニメ第97話Aパートのエピソードをきっかけにメル友になっている。
アニメでは冬樹と同級生。第138話Bパートのエピソード以降、彼がケロロ小隊をお笑い芸人にしようとしていると思いこんでいる。なお、日向家に入る際は天井裏から忍び込み冬樹の行動を逐一メモに取っている。これについて日向家の面々は侵略宇宙人（ケロロ小隊）をジャーナリストとして監視しているのだと解釈して特に気にしていない模様。第170話Bパートではプルルの計らいにより日向家で冬樹と2人きりになることに成功したが、目の前に彼がいると落ち着いてメモを取ることができないため天井裏からの観察に戻ってしまった。

デスク
声 - 阪口大助
本名は不明。新聞部の部長兼デスク。他人の秘密（スキャンダル）に対する嗅覚は鋭い。冬樹に対して敵対心を抱いているが、極度の怖がりである。

山裏帝明（やまうら ていめい）
声 - 高戸靖広
新聞部のカメラ担当。「〜なんだな」を語尾につけて話す。「冬樹のスクープより夏美を取るほうが大事だ」と言って夏美が風呂に入っている写真を撮ろうとしてギロロに殺されかけた。

### 教員
山田先生（やまだせんせい）
声 - 鈴木達央
吉祥学園1年B組（冬樹・桃華のクラス）の担任の先生。アニメオリジナルキャラクター。宿直の日は、視聴覚室で「ゲロロ艦長」を見ている。
2年A組の担任
声 - 谷井あすか
アニメのみ登場。
五月先生（いつづきせんせい）
吉祥学園の音楽の先生。何かというと女子の体を触るというため嫌われている。夏美に呼び捨てにされている。原作第34話で名前が出たのみで、アニメでは第10話で原作同様夏美の話題に上ったが名前を含めて詳細は不明になっている。

### 夏美FC
読みは「なつみファンクラブ」。原作のみ登場。ただし、現在7巻以降登場しておらず、メンバーの名前も明らかになっていない。

### その他
生徒
声 - 阪口周平
生徒
声 - 大原崇
放送部実況
声 - 石川大介

## 西澤家関連
西澤家の家族には、サクラ属の植物名が入っている。
西澤梅雄（にしざわ ばいお）
声 - 池田秀一
西澤グループの総帥で、桃華の父であり桜華の夫。身長は175cm、体重は68kg、年齢は男ざかり。グループ企業の社員は社員番号まで把握している。彼が2週続けて週末を休むと世界経済が大混乱を起こすという。普段はスコットランドの城に住んでいる。西澤グループのビジネススケールは宇宙を視野に入れており、ケロン人などの異星人およびそのテクノロジーに関しても高度の情報を有している。また、桃華と同様自分の作戦には巨額の金額を費やす。娘の桃華を溺愛しており、アニメ第181話Bパートでは桃華との二人三脚の座を巡って桜華と夫婦喧嘩という名の死闘を繰り広げ収拾がつかなくなったため、桃華がケロロ小隊に頼んで気象衛星こまわりで雨を降らせてもらい結局二人三脚は中止になった。この時も、1兆2963億5721万4503円という金額を費やした。
武術の達人で「真・西澤拳」という必殺技を持ち、ポールとの一騎討ちでは二度とも勝利している。ケロロ小隊と一戦を交えたことがあるが西澤軍が圧勝した（ただしケロロ小隊は本気を出していないので実際にどちらが強いのかは不明）。このように非常に優れた能力を数多く持つ梅雄だが、前述の通りアニメ第131話Bパートで吉祥中の運動会に行こうとするもイギリス（スコットランド）と日本の時差を考慮せずに予定を組んでしまったため結局行けずじまいになるなど、変なところで抜けていたりする。経済界の支配者である自分に対して臆することなく立ち向かってきた冬樹に興味を持ち、新製品のテスターを依頼したこともあった。また桃華が冬樹にベタ惚れなのも熟知しており、アニメ第62話Aパートでは娘が盗みに来るであろう絵のガードマン役を依頼した。桃華に冬樹との仲を質問したこともある。

西澤桜華（にしざわ おうか）
声 - 榊原良子
桃華の母であり、梅雄の妻。身長は169cm、体重はひみつ、年齢は女ざかり。格闘世界チャンピオンでもあり、「桜散落（オウサンラク）」や「桜舞大回転 秒速五千糎（オーブダイカイテン ビョウソクゴジュウメートル）」なる必殺技を持っている。西澤家の令嬢の身分を捨てて（故に、梅雄は婿養子として西澤家に入った）格闘家となり、戦いの中で梅雄やポールと出会った。西澤家の全権を梅雄に譲り、戦いのため世界中を旅している。原作では第107話で初登場。アニメでは第130話の次回予告および第131話で名前が登場し、第160話にて初登場。
髪の色は水色、瞳の色は紫。シャワーキャップを被り、リボンを付けている。
娘の桃華と同様に二重人格であるが、桃華とは逆に裏の攻撃的な人格を表に出していて、表の優しい人格が裏になっている。一人称は表が「私」、裏が「俺」である。親子だけあって顔立ちは桃華とそっくりだが、性格は好戦的ながら冷静沈着で冷徹かつ威圧的であり、目つきは「裏」の桃華以上に怖い。しかし「表」になると髪の毛の二つの突起が下へ下がり、目つきも優しくなり、口調も普段の男言葉から優しい女言葉に変わり（例えばケロロのことを「緑色の大きなカエルさん」という）、「表」の桃華同様のおしとやかで優しく大人しい性格になる（ナレーターは「あらまあ、娘さんにそっくりですね!!」と驚いていた）。
これまでに幾度か「自分が西澤家の侵入者となり、それを防げるかどうか」という内容で親衛隊の抜き打ちテストをし、総員解雇されたことがあったらしい。桜華が初登場した回（原作・アニメともに）でも同じテストをし、ポールまで破って全員解雇を言い渡すが最後に現れた冬樹とのやり取りで考えを変えた。成り行き上ギロロと一戦交えるが、彼の武器を全て破壊した上に止めに入ったドロロ共々ノックアウトした。また、ケロロとタママは彼女のあまりの強さと気迫に怯え、自分たちのことを「シロアリ1号&2号」と自己紹介するなど、最後はすっかり舎弟状態になる。その時は決まってペコポン人スーツMK-3を着ている。小雪をちょっとした身のこなしで忍者だと見破ったこともある。小雪は桜華の殺気に始終緊張状態であった。原作第132話では洗脳された状態でケロロ小隊地下秘密基地最終防衛ラインとして急遽採用された秋を洗脳状態から解放し、その後は表の方が彼女と親睦を深めた。

吉岡平正義（よしおかだいら まさよし）
声 - 下野紘
西澤桃華専属護衛部隊（通称「親衛隊」）の新人隊員。社員番号は880245。年齢は20歳。モデルは原作者が小説の挿絵を担当したことのある作家の吉岡平。
タママ曰く「一番ぱっとしない親衛隊員」。ケロロには苗字と名前の区切りを覚えられておらず「よしお/かだいら」「よし/おかだいら」のように苗字の途中で勝手に区切られている。隊長・吉岡平・相人以外の桃華親衛隊の名前と顔は明らかになっていない。
アニメ第248話Bパートでは、桜華の前でケロロ、タママに続いて、シロアリ3号になった。

親衛隊隊長（しんえいたいたいちょう）
声 - 長嶝高士
親衛隊の隊長。強面で強そうな印象をもつが、原作ではタルルを見るとすぐに逃げた。
相人（さがと）
声 - 黒田崇矢
親衛隊の隊員で、吉岡平正義と同い年。桜華と同じくアニメには第160話にて登場。桜華に一撃食らわされ、彼女の顔を見る間もなくノックアウトされた。
西澤家メイド隊（にしざわけメイドたい）
声 - メイド長：山本麻里安、メイド：牧島有希、広津佑希子、谷井あすか、松浦チエ
西澤家のメイドで、5人いる。
西澤グループ総裁直轄精鋭部隊（にしざわグループそうさいちょっかつせいえいぶたい）
声 - 精鋭部隊長 秋元羊介
西澤梅雄直轄の精鋭部隊。実力は地球一と言われており、ケロロ小隊も（統率の取れていない状態で戦うと）歯がたたない。対地球外生物システムを装備している。
トルネード
声 - 金尾哲夫
西澤家格闘術式白兵部隊（西澤家親衛隊の第四防衛網）の一人。原作では名が明かされず、アニメ第160話のエンディングクレジットではじめて明かされた。
ヨガ
声 - 山田義晴
西澤家格闘術式白兵部隊（西澤家親衛隊の第四防衛網）の一人。
トルネードと同じく原作では名が明かされず、アニメ第160話で自分の名を言っていたこととエンディングクレジットによりはじめて明かされた。額の辺りに赤色の下向き矢印が描かれており、ヨガのポーズを取っている。腕が長く伸びる。
名称不明の男
西澤家格闘術式白兵部隊（西澤家親衛隊の第四防衛網）の一人。桜華に挑みかかるが、顔面に蹴りを入れられてKO負けした。
隊員
声 - 坂巻学、こぶしのぶゆき

## 忍野村関連
忍野村の忍者はかつて「忍庁」に帰属していたが、構造改革により忍庁が解体した。現在は散り散りになり、都市に出て"普通"の生活を送っているようである。
アニメ版では掟の厳しさに骸が反発するほどであったが、原作では既にかなり緩めになっていた（同じく、骸の台詞から）。
ケロン軍トップの暗殺兵だったドロロでも見抜けない巧妙なトラップを仕掛けるなど、高度なテクノロジーを持つ異星人から見ても侮れない集団であった。
骸（ムクロ）
声 - 大原さやか
忍野村の忍者の一人。東谷小雪の名付け親。元はドラマCD「宇宙でもっともギリギリなCD」に登場したオリジナルキャラクターだったが、原作とアニメにも逆輸入されている。現在は奥東京市に住んでいる模様。外の世界にあこがれ、村から出ようとするが、仕掛けられていた呪術により失敗して小雪に助けられた。空座第一高校の制服を着ていたこともある。
雷霊（らいりょう）
声 - 井上和彦
ドラマCD「宇宙でもっともギリギリなCD」第4巻で登場。忍野村の忍者。姿は同CD第5巻の初回限定版付録である収納BOXのみで見られる。
骸（ガイ）
声 - 子安武人
ドラマCD「宇宙でもっともギリギリなCD」第4巻で登場。忍野村の忍者。姿は同CD第5巻の初回限定版付録である収納BOXのみで見られる。
頭領（とうりょう）
声 - 丸山詠二
忍野村の忍者の頭領。雲水の扮装をしている。骸（ムクロ）と同じくアニメ・原作に逆輸入された。
時雨（しぐれ）
声 - 野島健児
アニメ第209話で登場。忍野村の忍者。かつて「忍のしきたりを捨て、現代の忍として生きるべきだ」と頭領に進言したことがあるが、頭領にはむかったとみなされ破門になった。それ以来、「現代の忍」として忍が生きられるような世界を作りたいと望んでおり、忍の仲間と「SIP」（後述）を結成した。
七つ（ななつ）
原作第152話で登場。現在は「泰連十刹」（後述）の一人。残像、幻影、協力者を使うことなく、実体のみで分身を行う最高峰忍術である「真分身」を操るくノ一。その分身の体数においても過去に例を見ない驚異的な術を使い、十代にして様々な特殊任務をこなしてきた。その実力は小雪を相手にしても「勝負にすらならない」と自ら言い切るほどのもの。その正体は一組の双子と一組の五つ子であり、寝食を共にし、姿形まで似せるように訓練されたものであるとされる。
リーダー格である七つの本体は角とアンテナのようなものがついた兜を被り、水着のような着物に網タイツと派手な格好をしている。その他、眼鏡を掛けた七つや極端に目つきが悪い七つなど、7人の心身を究極まで同調させることができる一方で、一人ひとりの個性もまたはっきりしている。なお、原作第153話で夏美と接触していたものは自分を「奈々」（なな）と名乗っている。（元忍庁の）「上忍」という設定である。

## 漫画番外編の登場人物
春世（はるよ）
原作第3巻の番外編で登場。中学3年生。自分の家にすももが住み着いてしまう。本屋で偶然、冬樹と出会った。中学1年生の冬樹よりも頭一つ背が低いのでかなり小柄と言える。
春世の父
原作第3巻の番外編で登場。漫画家。漫画のことになると人が変わるという。
東野誠（ひがしの まこと）
原作第6巻の特別出張版で登場。冬樹の小学校時代のオカルトクラブの友人。
北瀬泉（きたせ いずみ）
原作第6巻の特別出張版で登場。東野誠と同じくオカルトクラブの友人。催眠術にかかりやすいらしい。

## その他の地球人
天王寺麻美（てんおうじ あさみ）
声 - 能登麻美子
原作第44話・アニメ第16話で初登場。睦実と同じ学校に通う不良の女子高生。アンゴル＝モアの普段の姿の元になっている人物で「自分のためなら友をも裏切る勇気」を持っていることから彼女の姿と心をコピーした。ドッペルゲンガーを称して現れたモアにお灸をすえられたが、改心はせずに、その後もカツアゲなどを行っている。原作第228話で再登場した時にはガングロ・金髪を肌色･黒髪に改めている。
アニメ版では原作とは逆に「友のためなら自分をも裏切る勇気」を持つ人物で口は多少は悪いものの不良ではない。そのためにモアが彼女の姿を借りた理由も変更された。原作では描かれなかった家庭環境も描かれ、両親（共に声はなし）との3人暮らしで実家も裕福。幼い頃から空手に打ち込んでおり、高校でも空手部で活動していたが、友達を守るために暴力沙汰を起こしてから友達や先生の態度が急変したためグレていた。その後、モアの説得で改心し、自宅に帰り、両親や友人たちとも和解できた。第356話で再登場した際には受験生となっており、滑り止めの受験は全て失敗して後がない状態だったが、モアの指導もあり無事に志望校に合格できた。外見的な違いとして、コギャルスタイルのモアが科特隊のエムブレムを模したヘアピンを着けているのに対し、麻美はウルトラ警備隊のエムブレムを模したモノを着けている。
麻美の両親
アニメ第16話で登場。
麻美の友人
声 - 清水香里
アニメの第356話で登場。
「おもちゃの木馬」店主
声 - 緒方愛香
原作第33話・アニメ第5話で登場。冬樹と夏美が小さい頃におもちゃを買いに来ていた店「おもちゃの木馬」の店主。ケロロも足を運ぶが、経営難により店を閉めることになった。アニメ版では息子夫婦と一緒に暮らすことになったことが本人の口から語られた。同店の建物は超劇場版2でもそれを模したもの（夏美の記憶から作り出したもの）が登場している。
マスター
声 - 中田和宏
原作第63話・アニメ第21話Aパートで登場。喫茶店「COFFEE SHOP FORZA」の店長。
走り屋
声 - 小西克幸
原作第37話・アニメ第21話Bパートで登場。秋から逃げた2人組。
小林軍曹（こばやしぐんそう）
原作第9話で登場。第十三部隊長である軍曹。「冬樹君と急接近!?二人だけの南の楽園ときめきツアー大作戦」で西澤家が購入した島にいる。その作戦で行われた肝試しでケロロが出会い、軍曹同士で飲み語った。残留日本兵のようである。
監督
声 - 池水通洋
アニメ第24話Bパートで初登場。『超精神ジャバライザー』の監督。アニメ第164話Bパートでも登場。
トミタカ
声 - 麻生智久
アニメ第24話Bパートで初登場。『超精神ジャバライザー』のスタッフの一人。口の周りにひげを生やしている。アニメ第164話Bパートでも登場。
トムラ
アニメ第24話Bパートで初登場。『超精神ジャバライザー』のスタッフの一人。痩せていて、眼鏡をかけている。アニメ第164話Bパートでも登場。名が判明したのは第164話Bパート。
ジョージ・ナカタ
声 - 中田譲治
アニメ第49話Bパートで登場。ハリウッド俳優。桃華のホワイトデー頂上作戦で宇宙人として出演した。その宇宙人は触るとヌメヌメするという。シミュレーション中でギロロに敵性宇宙人と間違われた。
土下座衛門（どげざえもん）
声 - 難波圭一
アニメ第59話両パートで登場。足軽。京都に行くことが夢で、ケロロが作ったプラモデルの熊本城（通称：城ちゃん）を操った。ケロロを本物の将軍だと思っている。
ゲパルト
声 - 沢木郁也
アニメ第74話で登場。ポールと謎の因縁がある。しかし彼との関係は一切不明となっている。
オカルトのジョー
声 - 関智一
アニメ第89話Bパートで初登場。全国中学オカルト大会に出場していた中学生。黄泉比良坂学園所属。冬樹と心霊写真鑑定で対決したが負けた。アニメ第184話Aパートでも登場。
サリー
声 - 谷井あすか
アニメ第89話Bパートで初登場。全国中学オカルト大会に出場していた中学生。勾玉女子学園のオカルト部リーダー。顔を遮光器土偶で隠している。アニメ第184話Aパートでも登場。
阿久津秀夫（あくつ ひでお）
声 - フルヤミツアキ
アニメ第95話で登場。ヒヨコ雌雄鑑定士。「阿久津さん」と呼ばれる。東京都杉並区上井草△-○○に住んでいる。作中においても架空の存在であり、ウラミマースの「靴は靴でも本名がくつという靴は?」というなぞなぞ問題の答えとして登場しただけである（阿久津（あくつ）より、本名が「くつ」であるとされていた）。職業・氏名・住所はすべて名刺に書かれており、登場する際にもはじめに名刺を出していた。
六分電電五郎（ろくぶんでん でんごろう）
原作第63話で登場。東京電力（読み方は「とうきょうでんりき」であり、実在する「とうきょうでんりょく」ではない）総司令電力長。
平賀機関長（ひらがきかんちょう）
原作第63話で登場。東京電力（とうきょうでんりき）の機関長。
小葉健二（こば けんじ）
原作第59話で名前が登場。特撮番組『宇宙刑事ギョボン』の主役の俳優。
観音崎吉乃（みねざき よしの）
声 - 谷井あすか
アニメ第83話Aパートで登場。「L特急すきま風49号」にて名物うなぎ弁当を売っていた（ただし当該列車が走っていたとされる予讃線において、車内販売は放送前に消滅している）。年齢24歳。2時間ドラマの真犯人っぽい雰囲気をかもし出しているが、実際は無関係。アニメ第89話Bパートでの西澤家主催のオカルト大会の心霊写真対決で、心霊写真にも幽霊として登場。しかし実際の幽霊ではなくトリックだった。
パブロフ・ペカソ
アニメ第62話Aパートで名前が登場。その絵は時価数十億円といわれる絵画の巨匠。アニメ第74話でも名前と絵が登場。
カスミ
小説版のみ登場。ケロロを慕うと言って現れた和服姿の女性。その正体は蜘蛛の巣に引っかかっていたところをケロロに助けてもらったカゲロウ。
太郎（たろう）
声 - 山戸恵
アニメ第139話で登場。556に飼い猫のアランの捜索を依頼した少年。
編集者ワタナベ（へんしゅうしゃワタナベ）
声 - 原田晃
原作第2話・アニメ第109話で初登場。『少年タロウ』（アニメでは少年アルファ）の編集者。原作では初期から登場しているが、アニメでは登場が遅かった。
新人君
声 - 下野紘
原作第2話・アニメ第3話Bパートで初登場。『少年タロウ』（アニメでは少年アルファ）の新人漫画家。秋が編集を担当している。
富士木（ふじき）
我孫根（あびね）
鈴本（すずもと）
岩森（いわもり）
以上4名、原作第66話で登場。新世紀漫画党の一員。原作では、この他に、イースター島で鳥人伝説を取材に来た漫画家が登場しているが、同一人物かは不明。
富士フジヤ（フジ フジヤ）
原作第89話で名前が登場。西澤家の「日向冬樹パビリオン」をプロデュースした人物。
潮止鬼神（しおどめ きしん）
原作第89話で名前が登場。世界的な写真家。
ヤマト
声 - 松本梨香
原作第112話・アニメ第173話で登場。奥玉町の少年。冬樹と共に奥玉に来ていたケロロを、前日にいなくなった友達の宇宙人「カプ〜」だと勘違いし連れ去った。原作では自分の周りに起こった出来事をマンガの展開に例える癖がある。
シナノ
声 - ゆかな
原作第112話・アニメ第173話で登場。ヤマトの友人。奥玉町に来ていたケロロを最初に発見した。
スギタ
声 - 宮崎一成
原作第112話・アニメ第173話で登場。ヤマトの友人。アニメでは彼が自分たちの周りに起こった出来事をマンガの展開に例える癖をもつ。
ムサシ
声 - 真殿光昭
原作第112話・アニメ第173話で登場。ヤマトの友人。名前はアニメで先に判明し、原作では『ケロロ軍曹 ひみつ超ひゃっか』で判明した。
コムロ・マイケル
原作第19話で名前が登場。作曲家。
エディ・ホンダ
声 - 郷里大輔
アニメ第160話で登場。ポールの回想の中に出てきた相撲取りモドキ。西澤桜華の対戦相手だったが、わずかキック一発で負け、屋根を突き破って空へと消えていった。
Mr.ビッグブリッジ
声 - こぶしのぶゆき
アニメ第163話Aパートで登場。海外の大物プロデューサー。623の腕を見込んで来日したが、ケロロらがこのプロデューサーに見込んでもらいたいがために『ケロロ軍曹の怪傑ドーパミン』でラジオジャックした。しかし、番組のつまらなさに激怒して帰ってしまい、その結果623の海外進出は白紙になった。
やまぐちへろし
アニメ第179話Aパートで登場。奥東京市の市長選挙で当選した人物。
中川海斗（なかがわ かいと）
アニメ第179話Aパートで登場。奥東京市の市長選挙の立候補者。
大橋社長（おおはししゃちょう）
声 - 千葉進歩
アニメ第199話Aパートで登場（同話Bパート冒頭のテレビ番組にも登場している）。芸能プロダクションの「有限会社ぶりっぢ」の社長。クルル子をアイドルとしてスカウトした。
鈴木安男（すずき やすお）
声 - 間島淳司
アニメ第230話Aパートで登場。奥東京市一の雨男として評判の人物。45歳。「鈴木安男」という名は仮名。同話における桃華が冬樹に近づく作戦「ラブラブ作戦第138号」において、雨乞いをするボランティアとして参加しており、実際に雨を降らせることに成功している。
岡本八八十（おかもと はやと）
声 - 緒方恵美
アニメ第233話で登場。漫画家を志望している青年。なかなかデビューできずにいたが、彼の編集担当の実松の怪我によって秋が臨時で担当になった際、秋の計らいにより日向家に一時的に居候することになり、そこでの体験を得てから描いた漫画が怪我から復帰した実松に認められ、新連載の話が決まった。アンチバリアを展開しているケロロが見えるようである。
八八十の母
声 - 滝沢久美子
アニメ第233話で登場。八八十が幼い頃、彼が描いた漫画をはじめてほめてくれた人物でもある。
実松（じつまつ）
声 - 宇垣秀成
アニメ第233話で登場。八八十の編集担当。階段から落ちて怪我をし、一時的に秋が代わりを務めた。
鈴木フタバ（すずき フタバ）
声 - 小林由美子
アニメ第235話で登場。鈴木ツネゾウの孫であり、彼が発見した首長竜「サッシー」を再び発見した人物。10歳。やや強気な性格の女の子で、その口調と後姿から冬樹は初対面時男の子だと思ったらしい。なお、冬樹と会って間もない頃に冬樹に対して言った「お前オタクだろ」という台詞は、原作第117話でモアが冬樹に対して言った台詞そのままである。
鈴木ツネゾウ（すずき ツネゾウ）
声 - 中博史
アニメ第235話で登場。サシダ湖でサッシーを発見した最初の人物。この発見により一躍話題になったが、その後の観光により環境汚染が深刻になり、さらにサッシーが子を産んでいたことから、サッシーに負担をかけまいと死ぬ間際に「サッシーの発見は嘘だった」と嘘の発表をした。現在は亡くなっている。かつて貸しボート屋を営んでいた時期もあったが、突然やめてしまったらしい。
第1の男
声 - 津久井教生
第2の男
声 - 岩永哲哉
第4の男
声 - 園部啓一
以上3名、原作第134話・アニメ第240話Bパートで登場。ケロロと共にゲーム『オカルト?（オカルトクエスチョン）』を買うために深夜からゲーム店「Ω」（オメガ）の前に並んでいた人物。全員本名は不明。「第○の男」という呼び名はケロロが勝手につけたもので「第3の男」はケロロのことを指す。第4の男は、よく地球人のモブキャラクターとして登場するキャラクターたちと同じ顔をしている。

綾瀬かえで（あやせ かえで）
声 - 神田朱未
アニメ第267話Bパートで登場。ケロロがよく行っているおもちゃ屋の女性店員。大のガンプラ好きではあるが周囲にそれほどにガンプラ好きの人がおらず、よく店を訪れるケロロにガンプラの突っ込んだ話をしてみたいという思いで、ケロロにラブレターのような文体の手紙を渡した。それをきっかけにケロロと交流したが、その後は遠いところへ引っ越してしまった。その見送りの際、ケロロは友情の証として自分のガンプラをプレゼントしている。ケロロは同じガンプラ好きの友人と思っていたようだが、彼女自身はケロロに対して、友情以上の感情を抱いていた様子（事実、そのエピソードのオチで「もしかしたら かえでさん、本気で軍曹のことを…」とナレーターが発言している）。

カトヤマ・キコ曹長（カトヤマ・キコそうちょう）
声 - 横山智佐
アニメ第268話の『ケロ0（ゼロ）』で初登場。九州の土井中村出身で、本名はカト矢マキ子。ケロロ小隊が地球へ向かうまでに乗っていた宇宙船「グランドスター」に配属されていた、特殊メカ設計部の優秀なメカデザイナー。もともと地球に住む普通の女の子だったが、とある成り行きでケロン星へ行くことができ、その際「自分はペコポンのメカデザイナー」と申告、侵略用の兵器の設計・開発を行い、その実績が評価されて同宇宙船に「超VIP」としての待遇で配属されていた。
ケロン星へ行った際にケロン人・ノビビの家に居候し、それ以来ノビビとは友人の関係にある。その後、第277話以降のケロ0シリーズでも登場している。色々在って現在は地球に帰還。帰還後はゲロロ艦長のメカデザイナーとして活躍している。
ガミ村先生
声 - 稲田徹
アニメ第285話Aパートで登場。漫画家で、格闘漫画を描いている。秋が編集を担当している。
リチャード
声 - 川原慶久
アニメ第302話Bパートで登場。東京都心で飼い犬のハチを散歩させていた外国人。
常磐香苗（ときわ かなえ）
声 - 折笠富美子
アニメ第304話で登場。「吉祥公園」という公園の近くに住んでいた幼稚園児の女の子（その後引っ越している）。ケロロが日向家で干していて風で飛ばされた帽子を拾ったのをきっかけにケロロのことを知ってしまう。この段階で引っ越しが決まっており、それまでケロロの帽子を貸して欲しいと懇願されたケロロは断れなかった。夏美や冬樹とは面識がある。一人称は「カナ」。幼稚園児ながら責任感があり、ケロロの帽子が川に流された時には必死に探したり（流されたのは香苗ではなく後述のアキラとタクヤの過失）、流されたせいで帽子に開いてしまった穴を自分だけの力で直したりしていた。名前の漢字表記はエンディングのクレジットより。
香苗の母親
声 - 中西裕美子
香苗の父親
声 - 田中一成
以上2名、アニメ第304話で登場。
アキラ、タクヤ
声 - どちらも大浦冬華
以上2名、アニメ第304話で登場。香苗の幼稚園の同級生。やんちゃな性格で、香苗からケロロの帽子を奪った。しかし、自分たちの過失でケロロの帽子が川に流されたときには、それを見つけて素直に香苗に謝って帽子を返すという一面もある。
ホセ・カーロス
アニメ第348話Aパートで登場。南米・チリの人物。テレビのインタビューによると、チュパカブラに似た怪生物に襲われていたところを「超変身ジャージ」をまとった冬樹に救われたという。
灰汁（あく）博士
アニメ第348話Aパートで登場。オカルト否定派の人物。ネス湖のネッシーの正体を暴きに成田空港を出発する様子がテレビのニュースで報じられていた。名前の表記は文字放送による。
レン
原作第156話で登場。同話で日向家に遊びに来ていた少女。夏美・冬樹とお互いに昔から面識があるようだが、どのような関係にあるのかは不明。
子供
声 - 水田わさび、伊東久美子
小学生
声 - 寺田はるひ
サッカー少年
声 - 浅野まゆみ
母親
声 - 足立友
ラクガキの住人
声 - 間島淳司、こぶしのぶゆき
男
声 - 中嶋聡彦
野次馬
声 - 立花慎之介
ヒーロー
声 - 檜山修之
ヒロイン
声 - 倉田雅世
謎の怪人
声- 土屋トシヒデ

## ノントルマ
原作第49話・アニメ第20話で登場。かつて高度な進化を遂げながらも海中で生活することを選んだ地球生物。現在は深海にその居を構える。地球人以上の能力をもっておりケロン軍の魚雷でも一切ダメージを受けなかった。ケロロの祖父は地球人のことをこう呼んでいた。地球の記録者と名乗っている。ネブラにアリサ＝サザンクロスがニンゲンになりたいなら冬樹に会えと助言した。
ノントルマの少女
声 - 沢城みゆき
原作第49話・アニメ第20話で登場。足も着くような浅い位置で溺れかける冬樹を見て笑っている所を冬樹に見つけられ、急いで逃げようとしたところでガラスで足（アニメでは手）を怪我をしてしまい、冬樹に手当てしてもらう。
その後、冬樹が海で溺れると度々登場し冬樹を助ける。
冬樹曰く、吸い込まれそうなほど綺麗な瑠璃色の瞳をしており冬樹は彼女にときめいた。実は人魚（?）で、水中にいる際には下半身を魚状にできる。基本的にはエラ呼吸らしく、陸に上がる時にその影響で喋ることができなくなる（笑い声などは出せる）。原作単行本第7巻の巻末イラストでは冬樹の潜水スーツを大事そうに抱きしめている。

## クルルにより生み出された人物・動植物
クルルの発明品により生み出された人物も含む。
宇宙花博1号
原作第58話で登場。「ケロン軍式花博大作戦」で植えられた、ケロン軍製カスタム植物。製造元はクルルズ・ラボ。成長ホルモンの調整に重度の問題があったため動く植物となってしまった。
宇宙食虫植物オードリー7
声 - 中友子
アニメ第112話で登場。クルルが実体化ペンを使って出した宇宙の食虫植物。言葉を話すことができる。殺虫剤は効かないが、炎とタママの強烈な「ぷーへこき」には弱い。あくまで実体化ペンで出されたものであり、本当に存在するかは不明。

アメフラシ
アニメ第163話Bパートで登場。冬樹が幼い頃「UMAずかん」に書いた「運動会の前の日に雨を降らしてくれる存在」として空想した架空のUMA。実在のアメフラシとは関係ない。ソウルダイバーの影響により冬樹の記憶から抜け出し、実体化した。冬樹の周囲100mのみに雨を降らせることができ、雷を落とすことも可能である。全体的に青っぽい色で、頭にこうもり傘がくっついているように見える。

チクルル＝ADAMS（チクルルアダムス）
原作第128話・アニメ第236話Aパートで登場。クルルが作った宇宙植物。別名「ガムのなる木」。数種類のアンプルを組み合わせることで様々な種類のガムを木に「ならせる」ことができる。

黒電話捜査官66（くろでんわそうさかんロクロク）
声 - 河本邦弘
アニメ第253話Bパートで登場。「宇宙オレオレ詐欺」（手口は地球のそれと同じ）の被害にあったケロロが犯人探しをするための機械を作るようクルルに頼み、それにより生み出された捜査官。黒電話の形をしており、「アクティブモード」になることで手足が出現して移動できるようになる。また、「スーパー六郎太」になることで桃色の花柄の模様で飾られる（本人曰く「装いを新たにすることで捜査に精を出せる」とのこと。「六郎太」はケロロが彼を呼ぶ際「66君」では言いづらいということで勝手に付けた呼び名）。
ケロロのことを「バディ」（「相棒」の意味）と呼ぶ。
黒電話ゆえにそのアナログ性が強調されている。そのため、電話線の届く範囲しか動けない、ダイヤル操作が非常に遅いなどの欠点があるが、停電時にも機能し続けるといったデジタルにはない長所も持っている。また、アナログの欠点があったためにケロロは詐欺のさらなる被害にあわずにすんだ、という場面もあった。

Pトラッシュ（ピートラッシュ）
アニメ第263話Bパートで登場。クルルが開発した生体ゴミ袋（厳密には「人物」ではない）。ゴミを取り込み、それを分解することでエネルギーを作り出すことができる。同話で表示された英語表記は「P.TRASH」（「trash」は英語で「ゴミ」の意）。
ケロロ小隊の秘密基地のリサイクルシステムとして開発されたもので、作り出されたエネルギーは基地で利用されている。開発の背景には、ゴミの処理が宇宙でも問題になってきていることがあった。Pトラッシュを飼い続けるのは決して容易ではなく、「曜日ごとに地域で割り当てられている種類のゴミのみ食べさせる」「毎日散歩に連れて行く」「夜にゴミを食べさせない」という3つのルールを厳守しなければならない（特に3つ目のルールが重要である）。ルールが少しでも破られると巨大化して暴走をはじめ、基地に大量のエネルギーが流れ込んでしまう。

### ウェットルマン/ウェットルキング関連
ウェットルマン（アニメ：ウェットルキング）
声 - 中村大樹
原作第62話・アニメ第113話Aパートで初登場。ケロロたちが夏美の最も苦手とするナメクジを土台にDNA操作して開発した、対夏美用超人戦士。力はナメクジの千倍だが、ナメクジが苦手でない人間にとっては非常に弱い。原作では1話だけ登場のキャラクターだったが、アニメ版では毎年1回（主に梅雨の季節に）登場する風物詩キャラクターとなっている。
原作とアニメではデザイン、名前が異なる。
また、アニメでは次のような設定が追加されている（以下、すべて初登場話で判明）。
水をエネルギー源とし、地球では4分44秒しか戦えないが、湿度が高い場所（現在判明分では湿度92%以上）では時間無制限で戦える。身長は170cmだが、拡大二段変身をすることにより175cmの「ジャイアントウェットルキング」になる。ジャイアントウェットルキングになると技名の頭に「ジャイアント」がつき、攻撃力が数万倍上がる。この状態の際は夏美の助太刀に駆けつけた小雪を圧倒する力を見せている。
また、ナメクジの「塩分に弱い」という弱点の対策のため原作では肉体・精神ともに鍛えられており、アニメでは胸に「ソルトゲン反射板」（小型ファン）を装備している。
当初は悪のヒーロー（ケロロたちの演出上の建前では、正義のヒーローとされている）として登場したが、ヒーローの姿を模したことでウェットルキングに真の正義の心が目覚め、最終的にウェットルキングは正義のヒーローとして宇宙のどこかへ旅立った。その後アニメ第166話Bパートで再登場し、ケロロたちの危機を救い、ケロロたちは改めてウェットルキングをヒーローだと再認識した。
なお、これの前の回である第165話Aパートにおいて、ケロロが遊んでいたテレビゲームにウェットルキングらしきキャラクターが登場している。
5代目OPのアニメーションにも数秒間だけ登場している。現在は地球にいないにもかかわらず『出没!アド星ック天国』では地球の観光スポットの第9位に選ばれた。
アニメ第215話・第272話では人間の姿に擬態化し、フリーのルポライターとして登場。そのときの名は「植津徹」（うえつ とおる）であり、これは挿入歌『ウェットルキングのうた』のアーティスト名および作曲・編曲者名としてクレジットされた名前である。この姿から「ウェットルチェンジ」によってウェットルキングの姿に変身することができる。一人称は「僕」でドジでおっちょこちょいな所があるが、（夏美曰く）サブローにも勝るとも劣らないくらいの魅力を持った美男子である。人間の姿であっても、元はナメクジなので強い日差しに弱い。アニメ第272話Aパートでは強い日差しのせいで2度行き倒れ、初めはラビーに、2度目は夏美と冬樹によって助けられており、このときラビーに対してひそかな恋心を抱いた。同話ではアパート「モタナ荘」に住んでおり、部屋は556の部屋の右隣だった。アニメ第215話の頃よりウェットルキングは人間と同じ言葉を喋るようになった。

メカニウェットルキング
アニメ第166話Aパートに登場。ウェットルキングを模して作られたロボット。登場時にはウェットルキングそっくりに偽装されていた。
コントロール用の機械に入っているケロロの動作に連動して動く。しかし機械のためナメクジ特有の粘りや滑りがなく、操縦するケロロごと撃退された。
元ネタはメカゴジラ。

メカニウェットルキング2
アニメ第166話Bパートに登場。メカニウェットルキングの改良版。操縦方式はハンドルによるマニュアル操作に変更されている。
メカニウェットルキングの弱点である粘りと滑りは持っているが、その正体はロボットの着ぐるみを着せられた巨大人間ナメクジ（クルル曰く「ヌルネバ作るのが面倒だった」ため）。アジサイを見て暴走するが、駆け付けたウェットルキングにより元のナメクジに戻された。

偽ウェットルキング
声 - 高木渉
アニメ第215話Aパートで登場。ケロロがクルルに誕生させた偽者のウェットルキング。7人おり、「偽ウェットルキング7人衆」とも呼称された。コントロール装置により、初代ウェットルキングのように正義の心に目覚めることがないようにされている。本物との外見上の違いは、追加されたスカーフとグローブ、ブーツの色。
ニョロットルキング
声 - 高木渉
アニメ第215話Bパートで登場。偽ウェットルキングの1人「ウェットルキング5号」がその体質のせいで呼び寄せてしまったニョロロと遺伝子レベルで合体した姿。クルルによると「言わばニョロットルキング」であるため、正式な名前は不明である。ニョロロのようにケロン人から水を吸い取ることも可能であり、水を大量に浴びることで分裂することも可能である。

ヌメ方ヌメ造
声 - 伊藤健太郎

### 地球動物兵士化銃（ボクラハミンナイキテイル銃）被験者
地球動物兵士化銃（ハコブフエルソシテタビラリガン）は、クルルが発明した銃で、動物を人間に変えることができる。アニメでの名は「ボクラハミンナイキテイル銃」。
ここに挙げる人物以外に、ギロロが面倒を見ている子猫（#その他重要人物を参照）やギロロ自身も銃の効果で人間（ギロロは地球人の姿）になったことがある。
太郎（たろう）
声 - 土師孝也
原作第67話・アニメ第32話Aパートで登場。駄摩動物園で戦前から飼育されている、齢90歳のインド象。
動物を小隊にスカウトするというケロロの作戦で使われた「地球動物兵士化銃」により人間の姿になった。上記の太郎とは別人。
虎男（とらお）
声 - 堀秀行
原作第67話・アニメ第32話Aパートで登場。動物スカウト作戦がうまくいかず、ケロロが嫌気がさして投げ出した「地球動物兵士化銃」が暴発、偶然ベンガルトラに命中して擬人化した姿。「俺に勝てたら、仲間になってやってもいい」と、ドロロと激闘を展開する。その後、銃の効果が残っていたため再び擬人化し、授かった子供の名付け親になってもらうためドロロを訪ねて日向家にやってきた。そして子供にはドロロの旧名「ゼロロ」を付けた。
紅生姜レッド（べにしょうがレッド）
声 - 白石稔
青海苔ブルー（あおのりブルー）
声 - 土門仁
パセリグリーン
声 - 室園丈裕
天カスイエロー（てんカスイエロー）
声 - 松浦チエ
刺身のツマホワイト（さしみのツマホワイト）
声 - 佐久間紅美
以上5名、アニメ第187話Bパートで登場。「脇役戦士ワキレンジャー」のメンバー。ボクラハミンナイキテイル銃によってそれぞれの薬味から戦隊ヒーローになった。脇役が染みついて、全員卑屈な性格をしており、端にいることが多い。また、戦隊ヒーローであるが、主役慣れしていないため決めポーズが微妙である。全員、その場にいながら名前に対応した薬味を自分のもとに集めることができる。

### ヤミニカクレテイキル銃被験者
ヤミニカクレテイキル銃（ヤミニカクレテイキルじゅう）は、クルルが発明した銃で、機械を地球人化させることができる。
生活必需品である家電製品を人間にして使えなくした上で、彼らをケロロ軍団の兵士として戦わせることを目的としていたが、それぞれ元の機械の性質が残ってしまったうえ、武器関連は自我に目覚めたため、兵士としては何の役にも立たなかった。また、全員が全身タイツを着用している。
他にも、エンディングには表示されなかったが「元洗濯機」（声 - 藤原啓治）（タイツは白色、髪は水色、目の色は黒色）や「元ミサイル」（声 - 檜山修之）（タイツは赤色、髪は灰色、目は茶色）も登場した。
すいとーる君
声 - 笹沼晃
アニメ第241話Bパートで登場。元はケロロがこの名前をつけて日向家で使っていた掃除機。タイツは青色で、髪と目は黒色。ケロロはこの掃除機に隊長の証としてツノをつけて使用していたが、人間になった際それが頭の部分に残っていた。丁寧な言葉使いをする。アニメ第241話Bパートでの準主役的な役割。彼と初めて対面して名前を聞いた際、冬樹は「須井徹」（すい とおる）という漢字を思い浮かべていた。
元ファックス
声 - 田坂秀樹
アニメ第241話Bパートで登場。口から紙を出すことができ、FAXの機能が残っている。タイツは灰色で、髪は緑色、目は紫色。
元テレビ
声 - 鈴村健一
アニメ第241話Bパートで登場。実際のテレビで流れているであろう音声を代わりに読み上げるのみで、映像はない。タイツは灰色（元ファックスのそれより若干青色がかかっている）で、髪は金髪、目は緑色。
元エアコン
声 - 諏訪部順一
アニメ第241話Bパートで登場。直接冷たい「息」を吹きかけることによって機能を残しており、「baby」や「奥さん、ヤらしいやろ」などとキザでエロい関西弁口調で話す。タイツは白色で、髪は金髪、目は水色。
元レンジ
声 - 森田成一
アニメ第241話Bパートで登場。「ラップ」（食品用ラップフィルム）つながりで、ラップを常に話している（レンジの機能が残っているかは不明。ラップには駄洒落が多く混じっている）。タイツは白色、赤みがかった茶髪で、目は赤。
元冷蔵庫
声 - 保志総一朗
アニメ第241話Bパートで登場。元の機械が物を「冷やす」ためのものであるため、同様に「クール」でその上、根が暗い雰囲気を醸し出している。冷蔵庫の機能が残っているかは不明。タイツは桃色で、髪は水色、目は桃色。
元機関砲
声 - 松田健一郎
アニメ第241話Bパートで登場。前述の通り自我を持ち、自分のやりたいようにするといって他の武器系の機械たちと暴走を始めた。タイツは灰色で、髪の色は不明、目は赤色。

### その他
ブリーフ
声 - 小野坂昌也
トランクス
声 - 楠大典
自動販売弐号機
声 - 杉田智和

## 動植物

### 宇宙

#### ニョロロ関連
- ニョロットルキングについては、#ウェットルマン/ウェットルキング関連を参照。

ニョロロ（働きニョロロ）
声 - 藤原啓治
アニメ第4話Bパートで初登場。ケロン人にとって最大の天敵である宇宙植物。植物とされるが自力歩行が可能である。ケロン人（正確には味を覚えている生物）を取り込み、水分を吸い取ってしまう。吸い取る際はしぼり取るように吸い取る。体色は黄色だが水分を吸い取ると紫色になる。除湿クリームを塗れば回避可能のはずだが、ケロロは「除湿クリームが肌に合わない」という理由で塗っていない。三匹集まると「ニョロロストリームアタック」という、通常の3倍水分を吸い取る幻の技を使える。クルル曰く「黒っぽい三連星」と呼ばれているらしい。クイーンニョロロに対して働きニョロロと呼ばれることもあり、このことからニョロロは社会性を持つ生物であることがわかる。
目のようなものが付いている部分は尻で、上の触手がついた部分が口である。
ニョロロの起源は100億年前であり、ニロロ惑星にてニロロが進化したことで誕生した。進化の理由は、当初は巨大隕石の衝突による地殻変動での突然変異であったが、後にケロロたちが100億年前の世界に来たときにこの隕石の落下を食い止めた。このときケロロを襲った危険から守ってくれたニロロにケロロが感謝の意を込めて与えたケロン星のミネラルウォーターの栄養素がニロロにとって強すぎたため、結果的にニョロロに進化した。これらのことはアニメ第164話Aパートで判明。
元々はアニメオリジナルキャラクターだったが、後に原作で後述の「ニョロロΓ（ガンマ）」が登場している。アニメでは梅雨の時期に登場するのが定番であり、「観光スポット」との認識もある。『出没!アド星ック天国』では地球の観光スポットの第19位に選ばれた。なお、担当声優が公式に明かされたのは「宇宙でもっともギリギリなCD」第2巻。
量産型ニョロロ（りょうさんがたニョロロ）
アニメ第64話Aパートで登場。『宇宙科学と学習』の付録に付けられていたニョロロの飼育セットを元にケロロたちが量産したニョロロ。水分を吸い取る性質を利用して「宇宙大乾燥機キララちゃん」の中に入れたが一部のニョロロが暴走して失敗。培養を容易にするため遺伝子操作されたので分裂しやすい。千葉ロッテマリーンズカラー。
宇宙生物ニョロロΩ（オメガ）
巨大なニョロロで、たくさんの宇宙ニョロ（一般のものより縛り心地の荒い）を触手のように操る。汚染の進んだ星に多く生息すると述べられている。
宇宙生物ニョロロΓ（ガンマ）
原作のみ登場したニョロロ。Ωとの違いは不明。なお「ケロロ軍曹4コマ大集合であります ケロロランド編」では3度に渡りケロロの水分を脱水していた。
クイーンニョロロ
すべてのニョロロたちのマザー。

ニロロ
アニメ第164話Aパートで登場。ニロロ惑星に住む無害でおとなしい宇宙植物。動くことは可能だが歩行可能かどうかは不明。また、体を大きく伸ばすことも可能である。ニョロロの進化元である生物。
宇宙ニョロ（うちゅうニョロ）
原作第2話・アニメ第1話Bパートで初登場。ニョロニョロと動く半植物動物。ケロン星の水辺に生息している。ロープとして最適。

#### 宇宙お好み焼き／宇宙タコ焼き関連
宇宙生物ミックスお好み焼きFX（エフエックス）
原作第5話・アニメ第2話Bパートで初登場。ケロン星名物の料理でタママの大好物。活きた料理ではあるが自力歩行ができ（他のお好み焼きにも共通）、とても脚力が強く、おまけに再生能力（生命力）が高い。特に宇宙の関西地方で盛んに食べられるらしいが、関西地方がどこかは不明である。食うか食われるかのスリルが人気の秘密らしい。
原作ではとても食べられそうにないグロテスクなデザインだったがアニメ版では大幅に修正され地球の海産物（イカ、カニ、タコ）の足があるデザインに変更された。初登場時は桃華の顔にくっついたが踏まれ破片はタママの目からの光線（桃華曰く目ビーム）で焼かれ死亡した。しかしアニメ版では持ち前の高い生命力で復活し、冬樹を強襲しようとした所を裏状態の桃華に数発殴られて天に召されていった。そしてすももが地球にやってきた時ライブの屋台としてケロロが派遣していた。射撃訓練の標的としても登場した。アニメ第277話では宇宙うなぎの蒲焼きと宇宙梅干しがトッピングされていた（なお、うなぎの蒲焼きと梅干しは食べ合わせが悪いと誤解されている）。また4代目OPのアニメーションにも数秒間だけ登場している。
宇宙お好焼GT（ジーティー。アニメでは宇宙お好み焼きFXスペシャル）
原作第115話・アニメ第183話で登場。宇宙の番組『宇宙来る?』で紹介されていた宇宙お好み焼き。休暇中のガルルがケロロ小隊のためにお土産として持ってきた。｢ケロロRPG」では、りょうりのメニューとして登場している。

宇宙お好み焼きXL（エックスエル）
声 - 草尾毅
アニメ第278話Bパートで登場。同話でケロロたちが食べようとしていたが、外に逃げ出してやよいに襲い掛かる。偶然通りかかってきたギロロに撃たれ回収され、ホットプレートでそのまま調理されケロロ小隊の面々に食された。鳴き声は「アオノリ〜」。
宇宙京風タコ焼きTDR（ティーディーアール）
声 - 渡辺久美子、小桜エツ子、子安武人、草尾毅
アニメ第278話Bパートで登場。同話でタママがケロロたちへの差し入れとして持ってきた宇宙タコ焼き。宇宙お好み焼き同様自力歩行ができる。最後はギロロに一掃された。鳴き声は「ベニショウガ〜」。

#### その他
宇宙ヒル
声 - 石田彰
原作第1話・アニメ第1話Bパートで初登場。ケロン星の沼地に生息するヒル。熱い吐息が不快で、拷問用に乱獲されている。いろいろな色のものがいる。ケロロが夏美を襲おうとする時によく使用している。原作第136話では「外国の宇宙ヒル」という種類のものが登場している。アニメ初登場話のみ「宇宙ヒル（♂）」と性別が表記されていた。

ドリーミンα（アルファ）
原作第13話・アニメ第3話Aパートで登場。宇宙植物。触手があり、それに刺されると幻覚が見え、好きなところへ行けた気になる。アニメでは副作用がひどく、体に悪い。

アンドロメディアンハスキー
原作第15話・アニメ第8話Bパートで初登場。怖そうな外見の犬だが、温厚で人懐っこく、宇宙中のペット愛好家に愛されている。アニメでは番犬ロボであり、自爆装置があり、ヒーローごっこに夢中のちびっこたちに大人気である。ケロロ小隊の秘密基地に「番犬」としてケロロ（アニメではタママ）が配置しているが、役に立っていない。

チスイボタルΣ（シグマ）
他の生き物の血を吸って発光する妖精型ホタル（実際には植物）。エネルギー源がない場合に便利だが身体に悪い。アニメでは登場しない。

宇宙ケルベロス
頭が3つある凶暴な宇宙怪獣。傷の回復力が高く、ギロロに銃で撃たれてもすぐに回復した。なお、宇宙ケルベロスの肝は万病に効くと言われているとても貴重な滋養強壮食材である。しかし、原作では乱獲が祟って宇宙絶滅危惧種に指定されてしまう。アニメでは絶滅危惧種になったとは言及されていないが、宇宙ワシントン条約によって値段が約30倍に跳ね上がった。

デッドリー・ビー
蜂のような侵略型寄生宇宙人で、宿主の頭に巣を作って寄生する。アフリカ象をも一撃で倒す毒針を持っている。スワロア人と違ってアンチバリアで巣が隠されていない。

宇宙怪奇植物トリフィドラ
声 - 藤原啓治
アニメのみ登場。ギロロが地球侵略をする際にまいた種から発生した植物のひとつ。動くものを見つけるとえさだと思って捕まえようとする習性がある。アニメ第126話のRPGの世界にも「トリフィドラA」「トリフィドラB」として登場し、HPはAが15以下、Bが19以下（両方とも詳細な数字は不明）、経験値は合計30だった。

宇宙粘着植物バイオレットモンス
アニメのみ登場。トリフィドラと同じくギロロがまいた種から発生した植物。葉に粘着性があり、とらえられた獲物は逃れられない。

宇宙凶悪植物ハエドリラス
アニメのみ登場。上の2つと同じくギロロが発生させた植物で、食虫植物のハエトリグサに似た外見と名前をもつ。ただし実際のハエトリグサよりはかなり巨大で、地球人をも捕食できそうなほどの大きな葉を持つ。ただし作中では地球人を捕食しているシーンが見当たらないため、実際に捕食するかどうかは不明（何を餌にするかも不明）。

タイガーホース
トラウマ状態の生物の脳内に登場する生物。生物の脳内に突如井戸が現れ、その中から出没する。好物はトラウマ。現実の武器や技は通用せず、出没している生物の記憶の中の武器・道具を使わなければ倒せない。アニメオリジナル。第122話にも登場したが記憶の中ではなく、クルルのDVDの世界に登場した。どちらにしても現実世界には登場していない。

宇宙キクロプス
アニメのみ登場。一つ目の怪物。非常に凶暴なため、檻の中に入れられている。ケロン星の宇宙動物園でも「ハリーちゃん」という名前の宇宙キクロプスが飼育されており、3分10円で檻の中を見ることができる。ドロロ（ゼロロ）の脳内では、ギロロがタイガーホースを退治するために利用された。

宇宙ダコ
タコの宇宙版。体色は黄色で、一つ目。西澤桃華が海で溺れたときに人工呼吸用にケロロ軍曹が持ち出したものでもある。桃華のファーストキスの相手。海が恋しくなり逃走、後に死骸が（正確な場所は不明）発見されたとニュースで報道される。前述の宇宙生物ミックスお好み焼きFX同様、4代目OPのアニメーションにも数秒間だけ登場している。またアニメ第105話のAパートにも数カット分だけ登場した。

宇宙大王ダコ
巨大な宇宙ダコであり、全長2,000kmにもなるものもいる。正月にケロン星の実家へと帰省していたギロロとタママが帰路で遭遇した。縁起物である。

バナナワニ
アニメのみ登場。自給自足型宇宙生物。主食はバナナであり、自分の背中がバナナのジャングルのようになっていて、そこからバナナを取って食べる。アガタワ星の保護動物で、勝手に捕獲すると宇宙ワシントン条約に違反し、高額の罰金を取られる。食べたバナナの皮を捨てるため、バナナの皮を見ると踏みたくなる衝動を持つケロロには恐れられている。「バニ〜」と鳴く。

宇宙伊勢エビ
アニメのみ登場。ケロロが釣り上げた宇宙の幸。目玉が4つ付いている。

宇宙怪鳥ホトトギラス
アニメのみ登場。ホトトギスと名前は似ているが容姿はまったく別物で、鳴き声もかなり違う。なお、劇中でギロロが「ホトトギスの鳴き声をまねしろ」と言われて「ホーホケキョ」と言っているが、「ホーホケキョ」と鳴くのはウグイスである。

宇宙戦闘植物ウチュボカズラ
じっと獲物を待つことのできない気の短い個体が自ら動けるように進化したもの。地球の土では成長が早い。

宇宙飛行植物ダンボッボIII（スリー）
受粉をじっと待てないせっかちな個体が自ら飛行できるようになったものである。しかし外見はタンポポの綿毛のようである（実際には受粉前にタンポポが綿毛になるはずがない）。進化の理由がウチュボカズラとほぼ同じ。進化のついでに獲物を狩る能力も得た。「ぶンぶンぶン」という羽音を立て、どこからかビームが撃てる。

宇宙パール
ネックレスになる宇宙生物。凶暴な性格なので、なだめながら取り付けなければならない。アニメ第63話Bパートでケロロの父が夏美に贈った。

宇宙生物ベロンチョ
アニメのみ登場。食器洗い機「ピカイチくん」の中で食器をなめて洗っている宇宙生物。

宇宙デジカメ モロミエール・I（アイ） 2兆画素
原作第48話で登場。映像録画・記録宇宙生物。偵察やデジタルビデオの要領で使用する。映像を見るときはUSBケーブルに接続する（差し込み口はなく皮膚に直接刺す。刺すと悲鳴を上げる）。地球のパソコンでも再生できる。「ガソ〜ガソ〜」と鳴く。原作第162話で再登場したが、このとき名前の「I」が小文字の「i」に変わっており、使用者が映像を脳裏に焼き付けるだけでその映像を記録できるシステムになっていた。また、充電するには使用者の血を吸わせることが必要だと明かされた。

宇宙デコポン
デコポンの宇宙版。形は地球版と全く同じだが、目のようなものがある。絞ると何ともいえない悲鳴をあげる。アニメ版では、見た目は普通のデコポンそっくりで、高級品であるという設定がある。
宇宙キャビア
宇宙イカ
宇宙チキン
アニメのみ登場。宇宙キャビア・宇宙イカ・宇宙チキンは最高級の食材とされている。

宇宙仏（うちゅうほとけ）
宇宙五色龍（うちゅうごしきりゅう）
宇宙火鼠（うちゅうひねずみ）
宇宙燕（うちゅうつばめ）
詳細は不明。「宇宙蓬莱玉の枝」「宇宙仏の御石の鉢」「宇宙五色龍の牙」「宇宙火鼠の皮」「宇宙燕の子安貝」は、ギロロが夏美の誕生日にプレゼントしたものである。アニメではこれらは「選ばれた宇宙勇者にしか取れない貴重なもの」という設定がある。

フォーティ
隕石にくっついて地球に飛来した吸血生命体。ドロロに寄生し、ケロロ小隊をあわや壊滅寸前にまで追い込んだ。ドロロが正気を取り戻したことでギロロに撃ち落され、空へと消えたがラストでタママに寄生した。その後どうなったかは不明。小説版のみ登場。

宇宙生物ミマワリη（エータ）
ケロロ小隊の秘密基地を見回っている生物。この生物が侵入者を発見するとケロロ小隊にそのことが伝わる。

カシオペアン・ショートヘアー
声 - 藤原啓治
地球名「チュパカブラ」。スリル好きのマニアに人気の凶暴宇宙ペット。嘴で体液を吸ったり、腹部の口で物を食べる。持込禁止指定種。

カブラース
チュパカブラに襟巻きがついているような外見をしたモンスター。チュパカブラとはまったくの別種。安物のゲームに登場するキャラクターである（ゲーム名は不明）。

惑星制圧兵器
正式名称不明。ケロロ小隊より先に地球に来た侵略宇宙人が地中に残していった土偶型兵器。遠隔爆破や電気ショック、火炎放射など多彩な攻撃ができる。実は古代ケロン人が残した兵器（超劇場版にも同デザインのロボットが登場している）。

ケロイム
アニメ第126話で登場。ケロロの顔とよく似た外見を持つ、スライムのようなモンスター。RPGのモンスターとして大量に登場したが、モアの黙示録撃 (1/1000000) で一掃された。

宇宙サツマイモ
アニメ第131話Aパートで登場。サツマイモのような外見の生物。触手状のものを操って獲物を捕らえ、捕食しようとする。地球で育つと異常成長する。

YMO-104号（わい・えむ・おー・ひゃく・よん・ごう）
原作第115話・アニメ第183話で登場。炭水化物系植物外来種地球異変体、つまり「イモ」である。アニメでは通称「いもおとよ」と解説されていた。逆発育圧縮をかけてあり、地球の庭に埋めると3分で発育するが、地球という特異環境のため巨大な異変体になる。自ら飛行して移動することができる。これを食べるにはまず倒して動きを止めなければならないが、自分の尻に火をつけて燃焼ガスでロケットのように加速したり、ビーム・コーティングによってライフルによるダメージを受けなくしたりといった防御の機能があり、簡単には倒せないようになっている。夏美曰く「味は最高」とのこと。また、アニメ第185話Bパートではタママが巨大な芋版として利用していた。

YMO=GΔ（ワイ･エム･オー･ゴールド･デルタ）
原作180話で登場。炭水化物系自立侵略型植物兵器で、YMO-104号と同じく「イモ」。味は宇宙最高級だが、成熟直前にツルが急成長し、ほうっておけばあっという間に地域一帯を埋め尽くす。コアとなる主茎を掘り起こさなくては無限に増殖し続けるが、天然アンチバリアを使っており発見しにくくなっている。

思念吸収体 大怪獣ウルー（しねんきゅうしゅうたい だいかいじゅう-）
声 - 斎藤千和
アニメ第200話で登場。人の思念を吸収して実体化する宇宙生物。特定の形を持たずどんなものにも変化する。作中ではケロロの「4年に一度の2月29日が来ると大怪獣ウルーが復活して侵略者を倒す」という妄想が実体化し、「大怪獣ウルー」として登場。ケロロの思いを実体化しているのでウルーの外見は夏美に似ている（つまり、ケロロは夏美を大怪獣に見立てていた）。また、ウルーは「閏年の化身」でもあるのでウルーを倒すと閏年も消えてしまう。

エメラルドウミガメ
アニメ第226話で登場。宇宙希少動物。希少さゆえに裏ルートで高値で取引されており、その値段は西澤家の屋敷が軽く1軒建つほどである。外見はウミガメと似ており、甲羅の色は鮮やかな緑色（エメラルドグリーン）。目の間に触角があり、この触角は比較的簡単に取れてしまい、取れても命に別状はないが、価値が下がってしまう。作中に登場したのはタムリンらが所有するもので、地球で冬樹に拾われた際には「グリーン」と名づけられた（冬樹が夏美と一緒に考えた名前である）。タムリンらのことは嫌っているようである。

ママタンゴ
アニメ第236話Bパートで登場。宇宙の毒キノコ。外見は茶色のかさに薄い桃色の斑点があり、その中に1つだけ小さな紫色の斑点がある。また、かさから先端が星型のアンテナのようなものが1本出ており、かさの裏側は紫色になっている。食べてしばらくすると「キノコニンゲン」になってしまい、胞子を撒き散らして他の人も同様にキノコニンゲンにしてしまうという。その前に現れる症状として「忍耐力が極端に落ちる」「滑舌が悪くなる」「顔の皮膚が厚くなる」といったものがある。胞子による被害拡大を防ぐため、キノコを食べた人は焼却処分されなければならないらしい。

ママタンゴモドキ
アニメ第236話Bパートで登場。ママタンゴによく似たキノコ。外見上の違いとして、先端のアンテナのようなものが星型ではなく球形であり、傘の裏側は白色であるという点がある。また、紫色の斑点も見られない。毒性はないが、これを食べてタンゴを聴くと思わず踊りたくなる（ママタンゴを食べた人にこの症状は出ない。なお、踊る際にその人の頭からママタンゴモドキが生える）。

宇宙カッコウ（バブブ）
声 - 藤原啓治、バブブ時の声 - こおろぎさとみ
アニメ第248話Aパートで登場。ニッコウ星にいる「ちゃっかり型宇宙生物」。他の宇宙人の子供に成りすまし（具体的にいえば擬態化）、育ててもらおうとする。初登場話ではケロン人の子供に成りすまし、ケロロに「バブブ」と名づけられて育てられた。エンディングでは「赤ん坊バブブ」とクレジットされた。

ナナマタノオロチ
第249話で名前が登場。本格登場はアニメ第249話・第250話。戦国ラン星に眠る伝説の魔獣。武者ヴァイパーが呼び覚まそうとしていたが、ケロロたちがそれを「5つ目の水晶（ケロロたちが集めているもの）を探している」と誤解したことで呼び覚ましてしまった。目から放たれる赤いビームを主な攻撃手段とし、周囲を壊滅させていった。しかし、5つの水晶がそろったことでそれが伝説の古代兵器「計六六大将軍（けろろだいしょうぐん）」（いわゆる巨大ロボット。外見は同類の巨大ロボットのゴッドケロンに類似している）となり、最終的には計六六大将軍もろとも別の時空（過去のラン星）へ封印された。なおこの魔獣は武者ヴァイパーの味方ではなく、武者ヴァイパーはあっさり返り討ちにあった。

セキユクイドン
声 - 松浦チエ
アニメ第251話で登場。ガルフ星に生息する宇宙生物。その名の通り石油やそれを原料とする製品を食べてしまう（主にガンプラやカラーボックスの装飾品などに代表されるプラスチックの石油製品）。巣の形がカラーボックスに似ている。実際には巨大な体で性格も凶暴だが、作中に登場したものは宇宙通販を通じてケロロが手に入れる予定だったもので、初めは尻尾に「コントロールリボン」を結ばれて制御されていたためペット（どちらかといえば子羊）のように小さくかわいらしい外見になっていた。しかし通販の配送センターから脱走し、ゴミ捨て場のカラーボックスを巣だと思って棲みついていたところを556が気づかずカラーボックスごと持ち帰り、その後「5884」（コバヤシ）と名づけた。

宇宙闘犬マゼラン・レトリバー
原作第146話・アニメ第282話Aパートで登場。ケロン人の敵性種族が地球で放った闘犬。純粋な戦闘品種である。原作当初、タママは野良犬に埋められそうになっていたのを桃華に助けられたとされていたが、タママを襲っていたのはこの闘犬である。なお、同話にて「飼い主の手を好んでかむ習性をもつ」と書かれているが、これはことわざ「飼い犬に手をかまれる」から来ている。アニメでは名前および以上のような詳細は明かされていない。

ブロブ
声 - 平松晶子
アニメ第260話Bパートで初登場。名前が判明したのは第268話。クレジットも同じく第268話で初めてされた。赤色で目がひとつある不定形生物。生体レーダーにも反応しないほどの高い擬態能力を持つ。
初登場話ではケロロたちが地球へ向かうまでに乗っていた宇宙船「グランドスター」内に正体不明の侵入者として出現。侵入者として警戒されており、ケロロによって退治されかけたが、その際ケロロがグランドスターに持ってくるのを忘れていたケロボールに擬態。これによってケロロが救われたことから、続く第268話でもグランドスター内でケロロたちと行動をともにしていた。だが、この生物は初登場話で退治されたことになっているため、その後はメカデザイナーのカトヤマ・キコ曹長のペットとしてふるまっている。
第277話両パートでも登場。この話の初めではカトヤマが彼を「ケツ爆竹」と名づけていたが（これは第268話でケロロたちが見せられていた地球に関する映像で登場し、ケロロたちが異常なほど恐れていた行為に由来するもので、その名前を聞いたケロロに「悪趣味」と言われていた）、のちに「RGM-89K」と改名した。また、この話から言葉を話せるようになっており、カトヤマに学習能力があると言われていた。
第305話ではノビビとともに登場。この話において、ブロブがかつてケロン星を襲った「宇宙の自浄作用」とよばれる生物の分裂した破片であることが明かされた。また、カトヤマ同様ノビビもブロブのことを「ケツ爆竹」と呼んでいた。

宇宙ゾウムシ
声 - 龍田直樹
アニメ第263話Aパートで登場。宇宙におけるゾウムシ。絶望している者の元へ現れ、自分の与える「課題」を達成させることでその人の望みをかなえることができる。言葉を話すことができ、関西弁を使う。

ビーコラス
アニメ第264話Aパートで登場。宇宙デジタル電波怪獣。身長3700メートル、体重17万トン。デジタル放送の電波を使ってその星の生物を支配する怪獣。操られた人は「ジジジ、ジジジ、デジデジ」と言いながら機械的で意味不明な動きをするようになる。高度に進化しているが、「デジタル」であるがゆえに、原始的（＝アナログ）な攻撃に弱い。「ケロン版原色宇宙怪獣図鑑」にも載っている。

宇宙珍獣ゲルドルバ
アニメ第265話Bパートで登場。代謝効率が非常に高い生物。取り込んだものをすべて栄養に変えることができ、そのたびに体が大きくなる。あちこちに突起のついたピンク色の硬い甲羅を持つ。ある程度大きくなると甲羅がむけ、そのときが食べごろである。頭はスターフルーツ、体はケーキ、手足は焼き芋、触角はカレーライスの味がするらしい。
初登場話ではケロロ小隊がある無人惑星でこの生物と出会い、その鳴き声からケロロが「プー」と名づけた。

宇宙カビ
アニメ第269話Bパートで登場。宇宙チーズケーキに繁殖する宇宙のカビ。無害であり、宇宙チーズケーキの隠し味にもなる。地球人が食べると「宇宙カビ中毒」を引き起こし、全身が宇宙カビに変化するおそれがある。そうなると毒素を発するようになり、体内から宇宙カビの中心核を取り除くしかなくなる。

宇宙ゼミ
アニメ第281話Aパートで登場。一生のほとんどを惑星の地中で仮死状態のまま過ごし、13,000年に一度、わずか一日だけ地上に姿を現す宇宙のセミ。その一日は他のどの種族よりも強い生命力を持つが、その日が終わると命も尽きる。初登場話で見られたのは「侵略型」であり、地球上のセミ以外のすべての生物を眠りにつかせるという形で、一日だけではあるが地球を支配していた。

宇宙サケ
アニメ第288話Bパートで登場。同話から数百年前に地球に派遣されたケロン軍の先遣隊が、地球の海を調べる目的で放ったサケ。地球のサケ同様、川に放たれた後は海で過ごしてから再び放たれた場所へ戻ってくるが、海で過ごす時間は数百年間と長く、さらに惑星の隅々まで回る。その生態はすべて解明されているわけではない。
子孫を産むことはしないが、代わりに彼らの記憶が詰められた丸い球体（外見はサケの卵であるイクラに似ているが、イクラに比べるとかなり大きい）を残していく。その丸い球体を少し揉むことで詰められた記憶を映像として見ることができる。要するに、たくさんの宇宙サケを放つとこの球体を通してその惑星の様子を数百年規模で知ることができるため、クルルは「そこらの兵器なんかよりよっぽど役に立ちそうだ」と発言している。

宇宙の自浄作用
アニメ第305話で登場。宇宙を漂い惑星に種を植え付けて増える宇宙生物。種を植えられた惑星の文明はリセットされる。目が3つある。アンゴル族同様「宇宙の断罪」に関わっており、アンゴル族は掟によりこの生物を攻撃することができない。ブロブはかつてケロン星を襲ったこの生物が分裂した破片である。なお、「宇宙の自浄作用」という名はアンゴル族による呼び名であり、正式な名前は不明。

プレアデス・テリア
原作第141話・アニメ第336話Bパートで登場。宇宙で人気の愛犬（原作では「宇宙愛犬（または番犬）」とある）。初登場話ではケロロがテレビ番組『アタナベ・ワツシの要塞強襲』（アニメでは『アタナベ・ワツシの要塞強襲』）の収録のためにこの愛犬を用意していた。2足歩行で体色は黒色。ひし形の配置で赤色の目が4つある。「愛犬」であるため凶暴ではなく、夏美に対してハートマークを出してなつく描写があるが、見た目が不気味なことから夏美は非常に嫌がっていた。

宇宙風邪患者
声 - 若本規夫、平松晶子
アニメ351話Bパートのエピソードの1つ「タママ 声変わり であります」で登場。タママの声が突然渋く低い声になったので、ケロロは声変わりだと判断したが、後に自分の声まで変わってしまったので、これは声変わりではなく宇宙風邪であると判断した。この宇宙風邪には、「アンドロメダW型」と「ケンタウロスB型」があり、前者の方は罹るとその声は男女関係なく若本規夫の声になってしまい、後者の方は平松晶子の声になってしまう。「ケンタウロスB型」の方に罹ったのはギロロだけであり、他のその場に居合わせていたキャラクター（ケロロ、タママ、冬樹、夏美、秋、623）は全員「アンドロメダW型」の方に罹った。
また、アニメ134話Aパートでもこれに似た「宇宙喉風邪」というのが登場している。こちらの方は声変わりではなく、風邪で声が出なくなってしまう。こちらは最初はケロロだけが感染し、その後他のキャラクターに風邪が移るというオチだった。

### 地球
- 地球動物兵士化銃（アニメではボクラハミンナイキテイル銃）の被験者については、#地球動物兵士化銃（ボクラハミンナイキテイル銃）被験者を参照。

デス
原作第37話・アニメ第21話Bパートで登場。秋奈の家の近くの人が飼っている犬。アニメでは後に第174話Bパートでも登場。
ブーキー
原作第45話・アニメ第34話Bパートで登場。ケロロに吠えた犬。
ギャオちゃん
アニメ第37話Bパートで登場。ケロロが化石から生き返した恐竜（ティラノサウルス）。名前の由来は「ギャオー」と鳴くことから。「3回まわってワン」のコントローラーが外れて暴走し、基地を破壊するが、最後は数々の偶然が重なり、本来ティラノサウルスがまだいないはずのジュラ紀へと帰っていった。
零夜叉（ぜろやしゃ）
声 - 巻島直樹、渡辺久美子（幼少期）
アニメのみ登場。初登場は第68話Bパート。忍野村で幼い頃から小雪と行動をともにした忍犬、ドロロの命の恩人であり忍者修行時代の修行相手。忍野村の忍びたちが散り散りになった後は小雪・ドロロと。普通の犬より格段に運動神経が良く、タママ拳をすべて前足で防いだりコンクリートの道に穴を開けたりできるほどで、ドロロ並みの戦闘能力がある。トドロキ銀行を銀行強盗の手から救ったり、横断歩道を渡れず立ち往生していたお婆さんを助けたり、川で溺れていた子供を救い出したりとドロロと同じく正義感が強い。左右で眼の色が違う（右目が黄色、左目が青で、いわゆるオッドアイ）。左足のふとももに十字の傷がある。彼とドロロとの修行（傍から見ればボール遊び）は熾烈を極めており、最長で一週間も続いたらしい。
ナッチ（ブーちゃん）
声 - 谷井あすか
アニメ第132話Bパートで日向家に迷い込んだ青色の鳥。羽の先と首の後ろは白色。右足に足輪をつけており、番号は114。相手の言葉を多少真似することができる。夏美に気に入られ、「ブーちゃん」と名づけられた（名は「青」の英訳「ブルー (blue) 」が由来）。実際には本当の飼い主が存在し、その飼い主がつけた本当の名前が「ナッチ」である。
アラン
アニメ第139話で登場。太郎の飼い猫。オスで12歳。逃げ出してしまうが、556によって無事に太郎のもとへ帰ることができた。
サッシー
アニメ第235話で登場。「サシダ湖」に生息する首長竜。鈴木ツネゾウにより発見されたが、ツネゾウ自身が発見を嘘として撤回した。その後ツネゾウの孫フタバによって再度発見されたが、ツネゾウの件があるのでメディアはその発見を初めから嘘だと決め付けている。なお、ツネゾウは発見したサッシーを当初「ピー太郎」と名づけていたが、産卵したことでメスと判明し「ピー子」と改名している（子は無事生まれている）。
雪ダンガル
声 - 清水香里
アニメ第297話Bパートで登場。ケロロが雪で作ったダンガル。夜になって意志を持ち（どういう作用が働いたかは不明）、本物のダンガルが見たいと言ってその場からいなくなってしまった。後にケロロたちが彼に本物のダンガルを見せてあげるが、最後はドロドロに溶けてしまった。その際「ありがとう」とお礼を言っていた。
ハチ
アニメ第302話Bパートで登場。リチャードの飼い犬。
アゲハルト
声 - 速水奨
アニメ第332話Aパートで登場。古代のケロン人の手で人型になったチョウ。そのケロン人とは友達になっており、「アゲハルト」の名も彼による命名である。体色は青色で、背中に羽があり飛行ができる。胸の部分にチョウのマークがあり、これは取り外しが可能だが、正しい場所にないと力が出なくなる（体色も青緑色になる）。チョウであるはずなのに正の走光性をもつ。古代のケロン人の友達と「森を守る」という約束をしており、地球で「森を守る精霊」を自称して森を守る活動をしている。冬樹は彼の噂を聞き、モスマンではないかと疑い調べに行った。
ネオ・マウス
原作第139話・アニメ第337話Aパートで登場。地球のネズミが進化したもの。4足歩行から2足歩行になっただけでなく、人間を超える知的水準も獲得しており、弱点を巧みに突いた罠で敵をおびき寄せて捕らえたり、小型の銃を用いて戦ったり、通信のジャミングをしたりする様子を見せていた。一度は地球侵略をもくろんでいたが、その後「ネズミであり続けることこそが自らの幸福」だと考え、自分たち以上の知的水準を求めて宇宙へ旅立っていった。
進化の原因については、アニメではケロロに言われてクルルが開発した「ドコサヘイキナサル酸」なる知能増進薬をネズミが食べたことが原因とされている。一方、原作では知能増進薬が登場しておらず、進化の原因もはっきりと明かされていないが、クルルがラボで食べていた「脳がよくなるスナック」（1箇所だけ「脳のよくなるスナック」との表記になっている）をネズミが食べたことが進化の原因だと示唆されている。脳がよくなるスナック自体はアニメでも登場している。
アルジャナイノン
声 - 宮田幸季
ネオ・マウスのリーダー。ヒマワリなどの種が大好物。
イルカ
原作第190話・アニメ第2期13話で登場。ギロロが行った演習のための空間転送によって地下秘密基地に現れたが、再転送失敗により基地に残ってしまった。夏美がメールからもらったティアラを使って海に戻った。

#### スーパーインセクター
アニメ第72話Bパートで登場。スーパーカブト以外は原作には登場しない。突然変異で異常な戦闘能力を持って生まれた地球の甲虫たち。
スーパーカブト
原作第37話・アニメ第21話Bパートで登場。1万年に一度生まれるといわれる、異常な戦闘能力を持った伝説のカブトムシ。タママインパクトの直撃を受けても平気で、タママと一戦を交えて勝利。原作では第84話で命が残り少ないと感じた際、タママにその力を与える。言葉は発せず字幕が表示される。
ヘラクレスオオカブト
声 - 斉藤次郎
アニメ第72話Bパートで初登場。スーパーカブトと互角の戦いをしたタママにチャレンジを挑んだ。アニメ第103話では、タルルとの対戦で敗れたタママに力を与えた（原作ではスーパーカブトが力を与えている）。ヘラクレスがタママに力を与えた第103話のエンディングのキャストには「謎の声」と表示されていた。ヘラクレスの必殺技は「ヘラクレスオメガハリケーン」。

### その他
センジュナマコ（カボチャ頭）
声 - 野中藍
アニメに初登場。シミュレーションシステムに紛れ込んだ闇のもの（ダークレース）。アニメでは、ハロウィンに興味を持ち、カボチャのマスクにとりついた。Aパートでは、小雪の家にお菓子を貰いに行くが、アリサに見つかりカボチャのマスクを残して消えてしまう。Bパートでは、海の中で小雪にお菓子を貰い、無事、アリサに元いた場所へ帰された。原作では、カボチャのマスクは被っておらず、水の中でアリサに食われそうになり怯えているところを小雪に助けられる。最終的に、シミュレーションが終了し、消えてしまう。

## 劇場版オリジナルキャラクター
以下の劇場版の記事を参照。短編は同時上映の長編記事で解説する。
- 超劇場版ケロロ軍曹
- 超劇場版ケロロ軍曹2 深海のプリンセスであります!（同時上映：ちびケロ ケロボールの秘密!?）
- 超劇場版ケロロ軍曹3 ケロロ対ケロロ天空大決戦であります!（同時上映：武者ケロ お披露目!戦国ラン星大バトル!!）
- 超劇場版ケロロ軍曹 撃侵ドラゴンウォリアーズであります!（同時上映：ケロ0 出発だよ! 全員集合!!）
- 超劇場版ケロロ軍曹 誕生!究極ケロロ 奇跡の時空島であります!!

## グループ・ユニット
- ケロン軍関連のグループ・ユニット（主に部隊）については、ケロン人#ケロン軍参照。

### ケロロ小隊のユニット
声は全て渡辺久美子、小桜エツ子、中田譲治、子安武人、草尾毅。
七転署（ななころびしょ）
アニメ第65話Aパートで登場。ボス（ケロロ）、ギロさん（ギロロ）、ジェラシー（タママ）、インケン（クルル）、トラウマ（ドロロ）、オカルト（冬樹〈新米刑事〉）からなる。ケロロたちが凶悪犯303号が地球に来ることを知り、303号を宇宙警察よりも先に捕まえて報酬をもらおうと考えたケロロが作った。
侵略戦隊ケロレンジャー（しんりゃくせんたいケロレンジャー）
アニメ第86話Bパートで登場。ケロロがイベンタ星人から借りた具現化マシーンで脚本した戦隊ヒーロー物。ケロレッド（ケロロ）タマブラック（タママ）ギロブルー（ギロロ）クルイエロー（クルル）ドロピンク（ドロロ）からなる。具現化マシーンのおかげで背景や設定は完璧だったがケロロのダメダメな脚本のせいでグダグダになり、結局機械を壊してしまった。スーパー戦隊シリーズのパロディだが、このようなパロディでは珍しく巨大ロボット（ケロレンジャーロボ）が登場した。敵役はフユキング（冬樹）、ダークサマー（夏美）、コユキラー（小雪）。
アニメ第19話Aパートでケロロが「来年から始まる番組名」という嘘としてこのグループ名を言ったことがある。
ケロッパーズ
アニメ第99話Bパートで登場。「ペコポン水族館」でショーをしたときのケロロたちのことでイルカの着ぐるみを着たケロロ小隊5人とインストラクター役のモアの6人からなる。
記憶喪失戦隊思いだせんジャー（きおくそうしつせんたいおも-）
アニメ第100話で登場。記憶喪失になったケロロ小隊が自分たちの素性を考えていた際、自分たちが戦隊ヒーローだという考えになった際の名前。また、スーパー戦隊シリーズにおいて赤色のリーダーの色が中央に立つためギロロが中央に立ち、それに対してケロロが「真ん中は我輩じゃないといけない気がする」と言っていた。

### 忍関連
SIP
アニメ第209話で登場。「Secret Intelligence Party」の略称。時雨が「現代の忍」を復興させるため、忍の仲間を集めて結成した組織。表向きでは企業の良きパートナーを装い、依頼を忠実に遂行しているが、実際には諜報活動や情報工作を行い、社会をコントロールしようとしている。時雨の勧誘により一時的に小雪がメンバーになったが、最終的には小雪の意思によりメンバーを脱退した。
泰連（たいれん）
原作第152話・第153話で登場。忍庁の解体に反発し、時を待たずに「抜け落ち」をした忍で構成された集団。「泰連衆」とも呼ばれる。頭領はナムム。
泰連十刹（たいれんじっせつ）
原作第152話・第153話で登場。泰連のメンバーの一部。「泰連衆十刹」とも呼ばれる。メンバーは七つのみ判明している。シルエットのみの登場のため詳細は不明。

### 吉祥学園関連・その他
新世紀漫画党（ネオンジュネシスまんがとう）
原作第66話で登場。時ノ輪荘に集まって漫画を描いている漫画家たちのこと。富士木・安孫根・鈴本・岩森からなる。
吉祥学園新聞部 (NW部)
声 - 西村ちなみ、高戸靖広、阪口大助
原作第53話・アニメ第29話でそれぞれ初登場。通称は、原作では「吉祥NW（きっしょうニューズウィーク）」、アニメ版では「KGS（Kissho Gakuen Shinbunbu）」と称されている。デスク・月神散世・山裏帝明の三人からなる。ゴシップ（噂話）やUFOなどのオカルト関係の記事（ほとんどは捏造）を掲載し、学園内では人気があったが、オカルトに関して、冬樹とは対立関係にある。ケロロたちの記事（この記事は真実）をスクープとして発表するが読者に信じてもらえずに信用は失墜、発行部数を大幅に下げることとなる（半分は自業自得）。ケロロたちの存在を知る数少ない人間たちであり、アニメ版では特に月神散世は完全に知ってしまった。不法侵入や盗撮など、報道の自由という意味を少しねじ曲げて解釈しており、また、報道する者の責任も理解していない。
「新聞部」としては冬樹と対立関係にあるものの、個人レベルの交友においては、メンバーによってかなり温度差がある。現在、判明している冬樹との関係は、デスクが「険悪（冬樹の失点を探ろうと必死）」、月神散世が「やや友好的（冬樹に片想いしている）」、山裏帝明が「不明（あまり関心がなさそう）」である。
ML（ムーンライト）
声 - 折笠愛、他
原作第109話・アニメ第81話Bパートで登場。正式名称は「機動幻惑種族会ML」。
ハルマゲドン
声 - 能登麻美子、渡辺久美子
アニメのみの設定。第18話で初登場。土井中村の水着美女お笑いコンテストでの、ケロロ（青空ケロ子）・モア（海原モア）のコンビ。第69話Bパートからはタママ（南極タマ江）・ギロロ（ククルス・ドアン）が加わって4人組お笑いグループになった。ギロロはアニメ第120話で一度だけ「レオニード・アルモドバル」という名になったことがある。このグループでのギロロの名前は、いずれもガンダムシリーズに登場するキャラクター名である。また、アニメ第170話Bパートでプルルが「海原プルリ」という名をつけられた（ハルマゲドンに加わったわけではない）。
超精神ジャバタマケロイザー
声 - 檜山修之、渡辺久美子、小桜エツ子
アニメ第24話Bパートで登場。556主演で撮影していた特撮ドラマでの556（ジャバライザー）・タママ（タママ仮面）・ケロロ（ケロロカイザーZ）のグループ。
モアピーチサマースノー (More Peach Summer snow)
声 - 能登麻美子 →モア、池澤春菜 →ピーチ、斎藤千和 →サマー、広橋涼 →スノー、雪野五月 →プルル、ケロロ小隊（一部の曲・ケロロ・オールスターズ）
アニメのみの設定。第62話Aパートで初登場。モア・桃華・夏美・小雪の4人からなるグループ。名前の由来はそれぞれの名前の1文字の英訳から（モアはそのまま。「桃華→Peach」「夏美→Summer」「小雪→snow」）。なお、英語表記はキャラクターソングにおけるもので、モアの英語表記は最も近い発音の英単語になっている。
第88話ではダンス☆マンがプロデュースし、アイドルユニットとしての活動をしてメカダソヌ☆マソを撃退した。
第96話では、桃華と夏美のみこの衣装で登場している。
第201話Bパートでプルルが加わり「モアピーチサマースノー&プルル」（英語表記→More Peach Summer Snow&Pururu）となった。こちらは「ケロロがプロデュースしたアイドルユニット」という設定で、宇宙人街サイド6での「天下一歌謡大会」でグランプリを獲得した。
夢唄による『武者ケロ』の漫画版第3話で、クルルが作り出したバーチャルアイドルとして登場している（こちらは「モアピーチサマー」というグループ名は出ていない）。

## ロボット
コピーロボットについては、ケロロ小隊#ケロロ小隊のコピーロボットを参照。武者ケロ関連のロボットについては、武者ケロを参照。
宇宙人街ロボ
第154話に登場。宇宙人街サイド6の真の姿。サイド6と、同じく奥東京市に隠されていた宇宙船（サイド1 - 5）が合体して完成する超巨大ロボット。超宇宙巨大侵略獣ゼゼゼットトトソを倒すのに使用された。
ケロロロボ
漫画版で、よくケロロが愛用している巨大ロボット。胸部はケロロの顔を模したようになっており、造り方はケロロの趣味にあわせてガンプラに近いものになっている。
クルルロボ
アニメのみ登場。両腕がクローになっており、コクピットは股間部。クルルが外で活動する際に運用される。
グレートケロン
第156話Aパートより登場。ケロロロボなどのケロロ小隊のロボット5体が合体した巨大ロボット。初登場時はバランスが悪過ぎたために転倒し自滅した。2度目の登場時はドロロが「ドロロ忍法・一心同体」により自分の手足のように操作することに成功したが、同乗中のケロロたちはコクピットから放り出されそうになった。3度目には訓練し普通の操縦をしている。
トイレ司令
声 - 玄田哲章
アニメ第194話Aパートに登場。日向家のトイレが変形して誕生した。
ゴッドケロン
第203話Aパートより登場。グレートケロンのピンチに登場した新型ロボット。ジェット機に変形するケロロロボMk-II（頭部）、潜水艦に変形するタママロボMk-II（左腕）、ウォーカーに変形するクルルロボMk-II（右脚）、戦車に変形するギロロロボMk-II（右腕）、ドリル戦車に変形するドロロロボMk-II（左脚）の5体が合体して完成する。
オペレーション◯乙（オペレーションまるおつ）
声 - 緑川光（ケロロ）、折笠愛（タママ）、関俊彦（ギロロ）、中原茂（ドロロ）、子安武人（クルル）
アニメ第320話Aパートで登場。地球侵略をいつも夏美に止められてしまうのを自分たちの見た目のせいだと思ったケロロ小隊が、「見た目が良ければ夏美が気を許す」と考えて開発した5体の地球人型美少年仕様アンドロイド。「地球人女子が好きそうな侵略者」をイメージして開発されているため、容姿はイケメンである。設定上は「遠い星からやってきた歌って踊れるアイドル侵略者」。地下基地から「侵略代行システム」と呼ばれる仕組みで遠隔操作している。
夏美にばれないよう（クルル以外は）声を変えている。組み合わせはケロロ＝アキラ、タママ＝シュン、ギロロ＝レイジ、クルル＝リュウセイ、ドロロ＝マコト。
作戦通り夏美は気を許し、さらに5人を完全に「良い人」と認識してあっさり侵略を承諾してしまう。これによりケロロたちは大ショックを受けた挙句、さらには作戦がばれて夏美に懲らしめられる。

## 番組ナレーション
ナレーター
声 - 藤原啓治
アニメ版・劇場版・ドラマCDのナレーションを担当し、絶妙なタイミングでツッコミを繰り出す。
「N」と書かれた黒子のような格好をしており（Nはナレーターの略）、このナレーションは大半の場合アニメの中の登場人物にも聞こえ、彼らと会話をすることもある。
第40話・第153話・第168話・第192話・第200話・第218話・第229話（Aパートでケロロたちのセリフを代読した）・第238話・第239話・第242話・第247話・第257話・第265話・第267話・第288話・第298話・第321話・第325話・第327話・第341話・第342話・第345話・第351話では実際に作中のキャラクターとして、第135話Bパートでは「N」と書かれた米粒として登場したこともあり、第48話では奥東京市を襲った「ケロットマーチエネルギー」の被害を受けていたこともある。また、8代目OPでも黒子で登場し、「安藤さん」という名前で踊っていたが、これが本名なのかは定かではない。4代目OPのラストにも黒子で出ている。
第116話Aパートではダジャレを言ったことでケロロたちに「寒っ」とつっこまれた。
タルルのように一言多い部分があり、そのせいで西澤桃華に叩きのめされたりタママのタママインパクトを受けたりしたこともある。
趣味はゴルフ。「もういい年なので」ガンプラはやらない、らしい。第49話の次回予告（つまり第50話の予告）では「ナレーターのグッズなどが発売されることを期待している」と発言している。
夏美のスリーサイズや秋の年齢を知っている。
ストーリーが急展開したときや予想外の展開になったとき、あるいはしばらく登場していなかった人物が久々に登場したときには突然「説明しようっ!」「説明しなければなるまい!!」というセリフとともに、視聴者に対する説明を始める。
アリサ＝サザンクロスが登場する回になると、全編淀川長治のような口調でナレーションを進める（ただし第172話・第200話は例外。アリサが登場する話の前の次回予告でも淀川の口調になることがある）。ちびケロ関連の回では森本レオのような口調でナレーションを進める。
エンディングでは「ナレーション」と表示されているが、自己紹介のときなどは「ナレーター」と言っており、ケロロからも「ナレーター殿」と呼ばれている。一人称は「私」。超劇場版3・5thシーズンの武者ケロ回では「語り部」とクレジットされている。
第152話の前半ではやる気が無さそうにナレーションをしていたが、これは後述の『出没!アド星ック天国』がメインになっていて出番が少なかったためである。
エピソードによっては本作の登場キャラクター（ケロロに対してのものが多い）や視聴者への呼びかけで締めることもある。また、ケロ0絡みのエピソードでは「…だけれど、それはまた別のお話」と言って締めている。
フラッシュアニメ版には、第8話で「謎の声」として登場している。
『出没!アド星ック天国』のナレーター
声 - 武田広、津野まさい
作中の架空番組『出没!アド星ック天国』のナレーターとして特別出演。なお、武田は前の週の予告でも「出演」するが、ケロロから「番組違ってない?」と言われる。
シリアス調ナレーター
声 - 古谷徹
アニメ第229話の「音が消えた世界」にてシリアスで放つ口調のナレーション。
解説
声 - 太田真一郎、古田信幸